# 聖痕のクェイサー
『聖痕のクェイサー』（せいこんのクェイサー）は、原作・吉野弘幸、漫画・佐藤健悦による日本の学園伝奇バトルアクション漫画。

## 概要
秋田書店の月刊漫画雑誌『チャンピオンRED』に、2006年10月号から2016年9月号まで連載された。単行本はチャンピオンREDコミックスより全24巻。
戦闘の度に行われる授乳行為を正当化しており、成人向け指定のない「乳房を吸う漫画」として注目を集める。また、単行本第4巻のあとがきでは外国向けの翻訳版の第16話が発禁扱いにされていることが明かされている。
元々、「アニメでできないことをやる」というコンセプトで立ち上がった作品であるが、2007年9月12日にはドラマCD版が発売され、チャンピオンRED2009年7月号ではアニメ化企画が持ち上がっていることが発表された後、正式にテレビアニメ化が決定し、2010年1月から6月まで放送された。また、2010年10月発売のコミック第10巻の限定版には、新作OVA『聖痕のクェイサー / 女帝の肖像』が収録されたDVDが同梱された。2011年4月から6月までテレビアニメ第2期『聖痕のクェイサーII』が放送された。

## あらすじ
ハリストス（キリスト）の『正当なる教え』を守り受け継いできた正教会。彼らによって密かに育てられてきた、女性の聖乳（ソーマ）を生体エネルギーとし元素を操る錬金士のことを「クェイサー（震わせし者）」と呼ぶ。
その内『アデプト』を名乗る異端のクェイサー達は、キリストが行った奇蹟の秘密や死後の復活の秘法が秘めていると云われる聖像『サルイ・スーの生神女』を探し求めていた。そして、ロマノフ王朝の遺児アナスタシア皇女が日本へと持ち込み隠したという情報を掴んだ彼らは、国内へと潜り込んでいた。
私立ミハイロフ学園。理事長の山辺雄大が失踪して以来、同級生からいじめを受けている雄大の娘・燈と親友であるまふゆは、挫けず日々を過ごしていた。しかし、雄大が『サルイ・スーの生神女』の手がかりを持っていると踏んだアデプトを統べる『12使徒』の1人「黄金のクェイサー」は、燈に死の呪い「呪詛の聖釘」を打ち込み、手がかりを渡すよう脅迫してきた。
彼らの野望を阻止するため、正教会のアトスから「鉄のクェイサー」サーシャが派遣された。サーシャは姉を殺した黄金のクェイサーに復讐するため、まふゆは燈を呪詛から解放するため、この学園の何処かに隠されている聖像を巡る戦いが始まった。

## 登場人物
声優はテレビアニメ版のもの。

### 主要人物
アレクサンドル＝ニコラエビッチ＝ヘル / サーシャ
声 - 三瓶由布子
本作の主人公。アトスより派遣された鉄の元素を操るクェイサー。「生ける致命者」の異名を持つ。13歳ではあるが、飛び級でまふゆたちと同じクラス（高等部1-A）に転入してくる。ロシア育ちで、表向きには「ロシアからの留学生」と扱われている。そのため普段は流暢な日本語で話すが、感嘆などでロシア語を口走ることもある。決め台詞は「震えよ!!畏れと共に跪け!!」。
他人との関わりを嫌う一匹狼的な性格。心を許していない者に自分の愛称を呼ばれることを嫌う。また冷徹に任務（燈の護衛）を遂行しているが、彼女たちの性的面に対してデリカシーのない行動も平然と行う。任務に必要なら、普段の攻撃的な言動を隠し、たおやかな美少女のように立ち居振る舞いや口調・声色を偽装する（アニメ版における翠玲学園への潜入時）。葵やジョシュアとジータの兄妹愛など家族、特に兄弟に関する話には思うところがあり、敵であっても命を救うことがある。
「黄金のクェイサー」に義姉のオーリャを殺害され、自身の顔にも傷痕をつけられた過去を持つ。顔の傷痕は普段は表面に出てこないが、戦闘時などの気が高ぶった時に現れる。
姉の面影を残す燈を守るため、まふゆの部下になることを承諾。以後、まふゆたちと同居することになる。
好物はボルシチ。こだわりがあるだけに本物と認めたものしか食べず、まふゆの作ったボルシチは本物と認めている。ビーフシチューが好物のリジーとは度々対立している模様。
性格はかつては冷酷かつ非情で一匹狼で、「優しさは弱さで、大切なものは弱点になるから人の心を捨てると誓った」と言っていた。まふゆを人質に捕られて苦戦した際に、まふゆの叱咤激励によって「大切なもの全てを守る」と一度は考えを改めたものの、鳳との戦いにおいてはまたしてもそのことをすぐに忘れて「人の情を捨てた」と語り、黄金のクェイサーに身体を乗っ取られた燈を殺そうとしたが、ここでもまふゆが身を挺して燈を守り、さらに敵である鳳から論されてようやく考えを改め、鳳に勝利した。また、直情的で後先考えずにその場の勢いでの無計画な行動や挑発行為も多く、マリアの任務経験が浅い華からも「アンタって実はバカでしょ!?」と指摘されて反論できずにいた。
任務の遂行や戦闘のために必要とあらば、レイプまがいの強引なやり方で女性から聖乳を吸うことも多い非情さを持っている。アニメ版においては翠玲学園の潜入捜査で雷の携香女を見つけ出すために片っ端から女生徒の聖乳を吸うなど、アデプト以上に非情な手段を行った。また、深雪から強引に聖乳を吸ったことが原因で事態が悪化し、任務遂行から遠ざかることとなった。しかし、まふゆ達と接していくうちに徐々に性的面に対して初心な一面を見せたり、妄想をするなどしている。
当初はまふゆ達以外の生徒に心を開いていなかった。しかし、まふゆ達との学園生活や鳳との対決、行く先々での出会いと別れが彼を変えていくこととなる。
エカテリーナ＝クラエ（カーチャ）
声 - 平野綾
本作のもう一人の主人公。サーシャに続いてアトスより派遣された銅のクェイサー。銅でできた人形・断罪天使「アナスタシア」をママと呼び、それを操り戦う「赤銅の人形遣い」。応用として、銅線を使って電力による攻撃も得意とする。
一見とても大人しく可愛らしい妖精のような美少女だが、その実内面は苛烈なサディスト。原作の連載誌誌上での読者人気アンケートで最多得票を獲得した、最も人気の高いキャラクターでもある。
華を籠絡し自分の奴隷かつ生神女として従わせている（アニメ版では、皐月あやめと椎崎 るるとその母親の3人、生神女ではないがソーマを吸うために華と共に奴隷として扱っている）。
聖ミハイロフ学園初等部5-3に在籍。当初は学園生活には何の感情もなかったが、るるの家庭のトラブルに端を発してクラスでも徐々に打ち解けていき、特に美由梨は姉のように慕うようになる。一方で裏表がないリジーは煙たがっている。
実はロマノフ家の末裔であり、女帝として誇り高い精神を併せ持つ。孤高の女帝として戦い続ける覚悟を持っているが、「私に流れる血は家族を愛した故の愚かさを否定できない」と語る家族への優しさを持っており、「母親の愛につけ込み、利用したグレゴリー・ラスプーチンの宗派に連なる全ての異端者を消し去る!」という決意と共にフリスト派を激しく憎んでいる。
誰に対しても高慢な性格だが、そんな彼女もビッグ・マムとリトル・マムには頭が上がらず、出くわすたびに怯えている。
ロマノフ王家との血縁に関しては後に儀杖との戦闘時に彼女の血液を調べた彼から否定されている。しかし、その精神はいささかも揺るがず、奴隷である二人もこれまでと代わらずそのスタンスを貫き、儀仗をも感嘆させた。
織部 まふゆ（おりべ まふゆ）
声 - 藤村歩
B80/W56/H84
本作のヒロイン。かつて剣道部に所属していたことがある。聖ミハイロフ学園の前理事長、山辺雄大に拾われた孤児で、一人娘の燈と共に育つ。雄大失踪後に様々な嫌がらせを受けている燈を守るために奔走している。
胸のサイズは標準なのだが、燈など周囲の人物があまりに巨乳なのでややコンプレックスを持っている。しかし、サーシャに聖乳を吸われるようになって以降、徐々に胸が大きくなっている。性格上、かつてはサーシャとは犬猿の仲であり、燈たちに奇抜かつ破廉恥な行動をする彼にツッコミをする役割を担う。しかし、持ち前の機転、勇気、そして竹刀を手にした剣道の実力でサーシャのピンチを何度か救ったこともある。サーシャと共に戦いにかかわっていく中で、徐々に好意を抱くようになる。とはいえ、弼と六実と比較した場合は互いに初心であることも相まって一定以上の関係には至っていない。
責任感の強い性格。また、料理が得意で彼女の作るボルシチはサーシャも感心する腕前。
鳳や黄金のクェイサーとの戦いの末に、「剣の生神女」がまふゆの身体と燈の身体の二つに分かれたことで、以降は常にその身を狙われることとなる。サーシャに守られるだけでなく、共に戦うことを決意し、ビッグ・マムの訓練を受けて剣の生神女を多少ながら戦闘で使うことができるようになった。
剣の生神女を宿したことでアトスにより心臓に呪詛のサーキットを植え付けられ、命の危険にさらされるが、アガサの温情でことなきを得る。花園での決戦には参加しなかったが、花園陥落後は葵と共にサーシャと神成計画、黄金の僭主の手がかりを追う。その際には葵の生神女を勤め、巌然の元で神成計画の真相を知り巌然に不干渉を願い、受理される。その後、麗との死別を経て学園に戻る。
アニメ第2期では、聖ミハイロフ学園を去り再びサーシャに出会うまでの正式な本登場は、メインヒロインながらにして第5話からと遅い登場になっている（登場する前は、カーシャに就いていて、いろいろとおもちゃにされていた）。後に翠玲学園の事件解決後サーシャは復学を兼ねて、まふゆと共に聖ミハイロフ学園に戻りサーシャの生神女となる。
山辺 燈（やまのべ とも）
声 - 豊崎愛生
B91/W56/H86（成長中）
本作のもう一人のヒロイン。聖ミハイロフ学園の前理事長、山辺雄大の一人娘。かなりの巨乳（作者曰くGカップでしかも成長中）で処女。彼の失踪後、邸宅を借金のカタにとられ、美由梨たちからもさまざまな嫌がらせを受けてきた。そういった迫害を受けているにもかかわらず、誰にでも優しくおっとりとした性格。やや天然の気がある。
自分の知らぬ間に「黄金のクェイサー」により「呪詛の聖釘」を打ち込まれ、内側から聖乳を吸い取られるというゆっくりとだが確実に死に至らしめる呪詛をしかけられてしまう。このため定期的にテレサから聖乳を補給している。
アニメ第1期第13話では酒の匂いを嗅いでしまうだけで酔っぱらってしまい、まふゆにキスをするほど酩酊していた。黄金のクェイサーに身体を乗っ取られた際には瞳が金色に変わる。
アニメ版においては陥没乳首であり、燈の聖乳は文奈から「規格外」、黄金のクェイサーから「至高のおっぱい」と評されるほど絶大なエネルギーを宿しており、燈の聖乳を吸ったクェイサーは強力な力を手に入れることが出来る。アデプトが燈の聖乳のエネルギーを機械で測定しようとすると、あまりにも強力なエネルギーのため機械が爆発してしまった。
鳳や黄金のクェイサーとの戦いの末に、「剣の生神女」がまふゆの身体と燈の身体の二つに分かれたため、アデプトに連れ去られてしまうが、マグノリアにて特に不自由することなく丁重な扱いを受けており、ジータやアスタルテとも仲良くなっている。アニメ版では剣の生神女が燈には宿っていない。
その後、マグノリアの陥落の祭に神成計画の拠点に連れてこられた後にアスタルテの代役としてイエスの生神女となり、彼と接する内に彼の花嫁として計画を支持するようになる。
アニメ第2期では、聖ミハイロフ学園に残るため翠玲学園の事件解決までの間は、少なからず出番が少なくなっている。
テレサ＝ベリア
声 - 茅原実里
B82/W52/H80
聖ミハイロフ学園付設聖堂のシスターで、アトスより派遣されたサーシャの生神女。戦闘時は聖乳の供給だけでなく、弓矢やローブに仕込まれた武器を使いサーシャの戦いをサポートすることもある。
クロアチア共和国出身のセルビア人で、セルビア正教会の戦争孤児であったが、クロアチア紛争にて民族浄化に巻き込まれ、彼女だけが生き延びた。そのためか表情に乏しいが、サーシャから批判を受けると落ち込むなど、彼のリアクションで感情を見せることもあり、アニメ版では聖乳を与えるために、衣服を脱いで乳房を露にしたり、サーシャへの授乳時には、顔を紅潮させるなど恥じらいを感じている面もある。サーシャに聖乳を与える際には「彼の罪人に、機密を授けることを許可します」と決め台詞を発する。
元々地味な存在だったがストーリーの進行とともに影が薄くなっていき、リジーとの戦いでサーシャに告白するが、まふゆと既に惹かれ合っている彼を見て身を引く。以後、リジーと行動を共にしている。そのためアニメ第2期では、サーシャとは別行動により出番は殆ど無く、第12話(最終話)のみ登場となっている。しかしアニメ第2期の人気投票では、そのほかのヒロインたちを抑えて一位に輝いた。
しかし、その後の状況の変化からサーシャとまたペアを組む機会が増え、リジーの影響を受けてサーシャに対してはやや積極的になる。
花園陥落後は再びリジーのパートナーとして修行に付き合いながら遺跡の調査を進めた後に学園に戻った。
桂木 華（かつらぎ はな）
声 - 日笠陽子
B79/W54/H79
まふゆ達のクラスメートの1人。美由梨の腰巾着的な少女。美由梨と共謀してまふゆ達に様々ないやがらせをしてきた。
聖ミハイロフ学園周辺の不良グループの首魁でもあり、グループのメンバーからは「女王」の称号を得ているが、その本質はレズビアンかつロリコンで、そしてマゾヒストでもあり、学園にやってきたカーチャに一目惚れし、そのまま籠絡され奴隷かつ「マグダラの生神女」として付き従うこととなる。
アニメ第2期では、仙道六実、テレサ＝ベリアに続くサーシャの三人目の生神女となる（まふゆが戻るまでの間）。調査中、汪震に囚われの身となり、彼の人形として利用されていたが、カーチャの登場とあやめが女王様と叫んだことにより、自我を取り戻し、戦力として復活。その後、翼を助けるため、「雷の携香女」を引き継ぐ。
花園での決戦後、そこから離れた村で記憶を亡くしたまま生活をしていたが、カーチャの来訪をきっかけに記憶を取り戻す。その中で村に伝わる生け贄の風習を恐れて女装をしていた少年を助けた後、彼に最初で最後の男性へのキスをして戦線に復帰する。

### 聖ミハイロフ学園

#### 学園の理事・講師・先生
山辺 雄大（やまのべ ゆうだい）/メロス
声 - 斧アツシ
燈の父で、学園の前理事長。「サルイ・スーの生神女」を学園に隠したとされていたが、実際にあったサルイ・スーの生神女は、彼が描いた贋作だった。長らく行方不明だったが再び学園の権利を買い戻して理事長に復帰。片手と片足を失っており現在は義手と義足。研究の過程で危ない橋を渡るようになっており、「神成計画」のナンバー2「メロス」となり組織の実務を仕切りグリーシャを教皇にする手助けをしていた。
一見温厚な紳士に見えるが、自分の基準の「美」に固執しそのために手段を選ばない独善的な面を持つ（燈にも指摘されており、本人も自覚はしている）。
ユーリ＝野田
声 - 千葉進歩
聖ミハイロフ学園付設聖堂の責任者。アトスよりの指令を受けて異端者を狩るために派遣された。右目に眼帯をしているが、その下に何かがあり、メテオラと対峙したときはそれを解放しようとした。
かつてのアデプト12使徒、鳳榊一郎とは知り合い。メテオラのクロフォードとも知り合いだが、その関係は険悪極まりない。
腹が読めないが基本的にサーシャ達の味方であり、ミハイロフ学園に乗り込もうとしたメテオラの足止めを買って出た。花園陥落後は神成計画に敵対する道を選んだ。しかし、土壇場に来てまふゆを裏切り、神成計画に寝返った。
及川 麗（おいかわ うらら）
声 - 大原さやか
聖ミハイロフ学園の保健医。超乳と言うべき巨大な胸を持つ。前理事長の山辺雄大とも親交があり、まふゆ・燈とは昔からの友人で姉的存在。事情によって生徒のズル休みを黙認してあげるなど話の分かる女性で、生徒たちにとっても頼れる存在。
アトスとアデプトの抗争において中立的な立場の人間であり、鳳に対して聖乳を与えていたと思われる描写がある他、水の聖堂での戦いではサーシャ達を援護した。サーシャは「少なくとも敵ではない」と認識している。
雄大に想いをよせていた時期があり、まふゆ・燈とともに彼と家族となる時期を夢見ていたこともあったが、雄大の暴走についていけなくなり袂を分かった。捕われたアスタルテを奪還しようとするまふゆと対峙するミルクを足止めするため自爆して果てる。
鳳 榊一郎（おおとり しんいちろう）
声 - 大川透
聖ミハイロフ学園に赴任してきた教師で、担当教科は世界史。女生徒には人気が高い。元アデプト12使徒。
詳しい詳細はアデプト候補生・関係者などの項目を参照。

#### 学園の生徒
辻堂 美由梨（つじどう みゆり）
声 - 川澄綾子
B88/W57/H83
まふゆ達のクラスメートの1人。聖ミハイロフ学園の現理事長の娘。高慢な性格で、前理事長の失踪後にまふゆ達をいじめるようになった。
辻堂家は戦国時代以来、山辺家よりも僅差で下回っており、そのことがまふゆ達に対するいじめとして現れていた。
入学にあたり多大な寄付をしてきたサーシャと友好関係を結ぼうとするも「無能者」と罵倒される。そのため、今度はカーチャに接触し友好関係を築くが、カーチャの本性および華がカーチャに籠絡されていることは知らない。
前述のように高慢な性格ではあるものの、使用人を守るためには自らの身を投げ出すことも厭わない誇り高い一面も持つ。偶然カーチャたちがなくした元素回路を入手した際には、悪用することなく、仮面の正義のヒロインを名乗って活動していた。
まふゆと燈をいじめているものの、屈折的な感情を抱いており、燈がアデプトに連れ去られたことで長期間不在になった際には寂しく思ったり、まふゆがアトスの任務でカーチャと共にバインツェルンに行っている時には、まふゆのことを想いながらオナニーしていたりと、ツンデレな性格である。
その後も行く先々で知らないうちにクェイサー達の戦いに巻き込まれていき、サーシャ達がそれに関わることにも気づいていたが、彼らの巻き込みたくない気持ちを察しあえて気づかないふりをしていた。その中で燈への感情も和らぎ、卒業式の予餞会ではまふゆに燈への謝罪を伝えると共にサーシャ達を卒業生への送辞と合わせて送り出した。
アニメ版では、リジーを男だと勘違いして一目惚れし、リジーのことを王子様と呼んでいた。リジーが傀儡となって美由梨の聖乳を吸った際には、吸われた感覚だけですぐにリジーだと気付いていた。エドガーを拾ってからは占い師マダム・リリィとして活躍している。
御手洗 史伽（みたらい ふみか）
声 - 花澤香菜
B63/W51/H67
まふゆ達のクラスの委員長。サーシャに片思いしている。
過去、美由梨達にいじめられていた経験があり、山辺雄大の失踪を機に美由梨のいじめの対象がまふゆ達に移ったが、再び自分がいじめを受けることを恐れまふゆ達を庇ったりいじめを止めることができず見て見ぬ振りをしてきた。教師として学園に侵入してきたエヴァ＝シルバーにそのことを責められ、その最中クラスメイト達を守るために切り刻まれそうになったまふゆを庇いエヴァ＝シルバーに抵抗、傷を付けたとして殺害される寸前にサーシャに助けられる。
この事件後に今までまふゆ達をいじめたり知らぬ振りをしてきたクラスメイト達がまふゆに謝罪、サーシャの心境を変えるきっかけにもなる。サーシャからは恋愛対象などとは見なされていないが、学園生活を初めとした平穏な日常、帰る場所を象徴する存在としてまふゆ以外は特に心を許す存在となっている。
サーシャの戦いには何度か居合わせ、次第に彼らに協力し、一度だけ彼に聖乳をあたえる。アデプトの花園壊滅後は離反した葵とも友情を結び、決戦へ向かうサーシャ達を送り出した。
ボウリングでパーフェクトが出せる程の腕前を持つ。スキューバダイビングのライセンスを持っており、本人曰く唯一の自慢。
貧乳であることを気にしており、アニメ版では「ツ〜ルペ〜タ〜の〜♪」というオリジナル曲を自虐的に歌うことが多い。
エリザベス（リジー）
声 - 清水愛
チタニウムのクェイサーで、大剣「エクスカリバー」の使い手である野生児肌の少女。大剣を分子振動による高周波ブレードと化して物質を両断することが出来る。
孤児であったが鳳に引き取られてクェイサーとしての才能を認められ、現在は鳳榊一郎を「師匠（マスター）」と呼び、彼の下でクェイサーとしての修行を積んでいる。フールも彼女の才能には期待している模様。鳳のことを父のように慕いながらも引き取られた際の決して娘と呼ばず、師弟関係は変わらない誓いを立てている。
後に聖ミハイロフ学園に転校、まふゆ達のルームメイトとなる。鳳が戦死した後はテレサの案内でアトスに入り、カーチャにもやや一方的に友達扱いする。
花園での決戦は神成計画で蘇った鳳と対峙するが、オリジナルが取らなかった戦術に敗れる。その後、神成計画に反発して聖ミハイロフ学園に戻る。
天真爛漫で無邪気な性格で一人称は「ボク」。その性格からひねくれているカーチャには煙たがれ、犬扱いされている。好物はビーフシチューで、ボルシチが好物のサーシャとはたびたび対立している模様。また炭酸飲料を飲むとアルコールなみに酔ってしまうなど炭酸癖が悪い。
小柄で金髪の少女という風体とエクスカリバーという剣を操るからか、作中であるキャラクターのコスプレをさせられたことがある。
椎崎 るる（しいざき るる）
声 - 明坂聡美
カーチャのクラスメートで成績優秀な委員長タイプの女の子。小学5年生でありながら母親譲りの巨乳。融通がきかない性格であり、愛人の娘ということもあって周囲から「友達のいない嫌な女」と思われていた。男女問わず人気のあるカーチャに対して「男にコビを売るような服着て、上っ面の容姿だけ利用して上手くやろうとする人」と嫌っていたが、ある事件を契機に和解。以後、カーチャにとって初めての友達となる（アニメ版ではそれ以上の関係になっていて、華に続く下僕2号に染まっていて、母親も同じ）。
藤臣 弼（ふじおみ たすく）
声 - 興津和幸
まふゆたちのクラスに転入した転校生。ネオジムの元素を操ることの出来るクェイサー。強力な磁石を作り出して金属を意のままに操ることができる。
高野山からの指令を受け、「サルイ・スー」の生神女を破壊するために派遣された。水の聖堂、誕生祭での戦いを通じて元素回路を巡る戦いにも身を投じる中で六実と共に神成計画に対抗すべく聖ミハイロフ学園に戻る。その後、遺跡の戦いで汪震とルクレツィアに対峙し、遺跡は奪われるが汪震を破ると共にルクレツィアを絶望から救い出した行動はビッグ・マムに賞賛される。
性格は軟派で女性に対しては口も手も早く行動パターンは肉欲獣そのものだが、女性を泣かすことは絶対にしない。軟派ながらも心の底では六実一筋であり、彼女がマースカに重傷を負わされた時には怒りを露わにした。
古くから続く術者の血筋であり、代々、時の権力者に翻弄されてきた家系だった。その力に縋った権力者に母親を強姦されて殺害されたことで、大きすぎる力、大きすぎる奇蹟、そんな力に縋ろうとするヒトの弱さと醜い心を激しく憎んでおり、六実と会うまでは狂犬のような瞳で、高野山の命令も無視してインチキな奇蹟を売る連中を片っ端から潰していた。
仙道 六実（せんどう むつみ）
声 - 黒河奈美
まふゆたちのクラスに転入した転校生。かつては日本に来る前のサーシャの生神女であった。現在は弼の生神女として付き従っている。
弼とともに高野山からの指令を受け、「サルイ・スー」の生神女を破壊するために派遣された。
水の聖堂で瀕死の重傷を負うが、サーシャと麗の処置で一命を取り留める。以後、ビッグ・マムの指導でペアの相手を一時交代した後に再び弼とペアを組む。アガサの暗殺以後は弼同様アトスを離反する。
弼の暴走をハリセンで止める役回りが多い。また、ルクレツィアのような女性に真摯で接し、肉体関係を持つ弼のそういった面には寛容。
男性に対しては弼一筋ではあるが、女性も好きという両刀使い。
柊 弓江（ひいらぎ ゆみえ）
声 - 佐藤利奈
聖ミハイロフ学園高等部3年で学園の生徒会会長でラクロス部所属。美貌と凛とした性格で学園内での人気が高い。六実曰く「弼のストライク」。しかし、下品な言動が大嫌いで、弼にナンパされた際にはラクロスのスティックで弼の股間を思い切り打ち抜いた。
空間歪曲（ウロボロス）の元素回路を描かれた生徒に襲われるが、サーシャに聖乳を吸われて助けられたことで、サーシャに惚れており、以後は下の名前と愛称で呼び合う仲になっている。その後は花園陥落後、サーシャ達が帰国して間もなく卒業する。彼女のみ股間が無修正で描写されている。
エドガー
声 - 水原薫
サーシャ達が翠玲学園に潜入している間に美由梨の前に現れた少年。少女と見紛う外見をしており、美由梨からも女装（男の娘）をさせられている。最初の主人であるフリードリヒ・タナーによって始原の元素回路(ハイエンシェント・サーキット)『黄昏の先導者』を体中に刻み込まれている。美由梨がマダム・リリィとして占いをしている時は助手として働いており、美由梨の占いは彼の能力によって成り立っている。
その正体は『黄昏の先導者』を制御するための仮想人格であり、フリードリヒ復活と同時にその精神は消えてしまうが、平行世界の彼にその思いは引き継がれ、幻に囚われたジータに「自分を殺してほしい」と願い、彼女とサーシャによりそれは叶えられた。
彼との僅かな交流がジータに大きな影響を与え、サーシャともわかり合うきっかけに繋がる。

### アトス関係者

#### スコーレ
ビッグ・マム
声 - 斉藤貴美子
アトスのクェイサー・生神女の養成所「スコーレ」の格闘・戦闘術の教官。自身はリトル・マムの生神女だが、その戦闘能力は圧倒的であり、特殊能力に頼りがちなクェイサーを簡単に倒すなど白兵戦のプロ。その強さの前ではカーチャですら怯えて、逆らうことが出来ない。
鳳とは知り合いであり、エミリーというのが本名の模様。
アニメ版においては「地獄の乳揉師」なる異名を持っており、「ア゛ァァーーーーイ゛」という言葉が口癖。まふゆ達全員の胸を揉んで聖乳の質を調べた際には、「(胸を揉む理由を聞かれて)そこにおっぱいがあるからだよ!」、「（記憶喪失中のサーシャに論する際に）私は乳はつかんでも嘘はつかない!」といった迷言を残した。
リトル・マム
アトスのクェイサー・生神女の養成所「スコーレ」の信仰・戦術の教官。見た目は幼女であるが、経験の長いクェイサーである。
幼いながらも威圧する迫力はビッグ・マムに勝るとも劣らないものがあり、おしおきを口にするとサーシャですら震え上がってしまう。
ビッグ・マム同様鳳とは知り合いであり、本名はアーシア。
アニメ版には登場せず。
ミリアム
アトスの生神女。かなりのろまで天然ボケの入った少女だが、生神女としての資質は高い。しかし、最大の資質は他者の精神を自身に憑依させる能力であり、主にリトル・マムがその能力を駆使してサーシャ達に指示を出し、ビッグ・マムは自身の戦闘能力を写して戦う。決戦では前線に出ず、再起不能になったサーシャに付き添っている。

### 奥の院
アガサ
神の子の子孫と伝えられるベタニアの血脈の末裔。その特殊な血によって元素回路を自在に操ることが出来る。
沈黙のモーセを所持している。
傍若無人な振る舞いで周囲のシスター達をも振り回すが、実は本来その役割を担う者が死亡しており、急遽アトスに連れてこられた予知能力を持つ孤児。訳が分からないまま連れてこられた奥の院で孤独に過ごす中、沈黙のモーセも刻まれる。誕生祭で出会ったサーシャに好意を抱き、まふゆのために呪詛のサーキットを解くサーキットを用意する。
しかし、サーシャのクローンであるマースカに騙され、聖乳を吸われるだけでなく処女も奪われたあげくに殺される。彼女の死はアデプトの仕業とされ、サーシャを初め、スコーレに神成計画への反発を招くこととなる。
タマラ・スミルノフ
奥の院の修道院長。メテオラの主幹、スミルノフ大主教の姪。
男性恐怖症だと思われる行動をする。
その後、カーチャに目をつけられて彼女の下僕として調教され、次第に彼女に忠実になっていく。また、当初は戦闘技術は皆無だったが奴隷として役に立とうと儀仗との戦いでは銃を手にリジェネ達を相手に奮戦した。

#### メテオラ
アトスに所属しているクェイサーとは別の実行部隊。メテオラ五本山の全員はそれぞれ五感のどれかを失っていて、クェイサーとは違った「人の手による奇蹟」で出来上がっている。
クリフォード・C・J・クロフォード
声 - 青山穣
メテオラの統括司祭。耳（聴覚）を喪失しており、他人の言い分を聞かない。
沖浦 南美（おきうら なみ）
声 - 矢作紗友里
メテオラ五本山の四”撃針(ブランジャー)”。舌が傷ついており、味覚を喪失している。
アトスが開発した生物兵器”支配者の牙（ノスフェラトゥ・ワーム）”を使って人を意のままに操る。
前々から聖ミハイロフ学園に潜入しており、『黄昏の先導者』確保に来たメテオラ本隊がユーリ達に足止めされたことで本性を現す。学園の生徒達を洗脳、人質にとりサーシャとジータを戦わせようとするが、麗の介入により形勢逆転される。支配者の牙を自らの身体に取り込み、細胞の再生能力を高めた不死身の肉体となって襲いかかるも、細胞全てを鉄の針で攻撃・燃焼され敗北、死亡した。
任務のために潜入していた身だが、本人なりに学園生活は気に入っており、サーシャにも関心はあった模様。
レオン・マックス・ミュラー
声 - 松岡禎丞
メテオラ五本山の二”ブラインド・ウルフ”。視覚を喪失しており、目元をアイマスクで覆っている。
複数匹の狼を連れていて、戦闘の時はその狼に指示を出し攻撃をする。ただし、それらの狼は人工的に二足歩行に至るまで進化させた、いわば直立狼(Cains Erectus)とも言うべき存在で、人の持つ原罪を背負っていない。信仰のために罪のない村人を全て殺すことも厭わない非情さを見せるが、ジョシュアとジータの兄妹愛を認める面もある。まふゆにはバインツェルンで出会ってからは任務の対象と見なしながらも若干の興味がある模様。
アガサの暗殺、花園での決戦後は神成計画に加担し暗躍している。
リー・メイ
メテオラ五本山の三”サイレント・マグナム”。声を喪失しており、口元を隠し、携帯端末に文字を入力して意思疎通を行う。
かつて両親の仕事で紛争地帯に赴いた際、フリードリヒが手を貸したゲリラの襲撃で両親を失い、自身も喉を傷つけられ声を失う。そのゲリラに兵士としての訓練を叩きこまれた挙句、レイプされる日々を過ごしていた。それらの経緯を経てクロフォードに拾われ、彼に従う。
二丁拳銃使いで、通常弾のみならず元素回路が刻まれた対クェイサー用の弾丸も使用する。
フリードリヒがエドガーの身体を乗っ取って復活した際、復讐のために彼を追跡しサーシャと行動を共にする。その際彼に聖乳を吸われるが、過去に自分を犯した男達にはなかった優しさを感じ、仄かな想いを寄せるようになる。瀕死のフリードリヒの攻撃からサーシャを庇って致命傷を負い、彼への想いを告げぬままフリードリヒを道連れに自爆した。
8823（ハヤブサ）
メテオラの殲滅部隊に所属する男。セラミックや合成金属で出来た鎧に身を包み、メテオラ忍法という独特の技を駆使するサイコパス。女性を辱めながら殺すことを特に好み、サーシャと葵の2人から下衆の烙印を押される。
スミルノフからアデプト関係者全員の抹殺の密命を受け、フールの手引きで至高生神女を追い詰める。フェリシアを陵辱しながら殺そうとするが、葵とサーシャに阻まれ、スミルノフの威光を傘にサーシャを威圧するが、足蹴にされ2人を敵に回すこととなる。生神女達に逃げられた腹いせに葵を陵辱し、殺そうとするがかつての狂気が戻った葵の可燃物質と純酸素を駆使した策により鎧の中の肉体を2000℃を超える熱で焼かれ果てる。

### アデプト関係者

#### アデプト12使徒
フール
声 - 加藤将之
現在アデプト12使徒を統括していると思われる紋章使い。鳳榊一郎曰く「再生怪人」の異名を持つ。タロットカードのようなものを鞭のように扱う以外に元素回路を用いた罠などを得意とする。
アニメ版では、サーシャに倒されたアデプト12使徒をタロットカードで意思の宿らない元素回路を使用したクローンを複製させる能力を持っている。
イローナ写本に記された予言の通り、サーシャを戦士として完成させることを目的としており、そのためならどんな手段も厭わない。またとある命により裏切り者の鳳榊一郎を粛清しようとした。
正統教会と西方教会の統合の折に黄金の僭主が組織を切り捨てた際には彼に付き、花園ではメテオラの手引きを行う。その後、神成計画のために必要な「再生の亨愛者」を持ち出そうとしたところをサーシャと交戦する。追い詰められたふりをしながらも罠を張っていたが、罠を見抜いていたサーシャにより自分自身が自らの術によって喰われ、鳳に「再生の亨愛者」を送り闇へと消える。
水瀬 文奈（みなせ あやな）
声 - 高垣彩陽
まふゆたちの親友として「サルイ・スー」の手がかりを探っていたアデプト12使徒の1人。マグネシウムのクェイサーで、自在に発火させたり合金を作り出すことができる。「パイロマニア」「コリオグラファー」の異名を持つ。
まふゆたちには表面上親切に接していたが、実際は聖乳を得るために通り魔事件を起こしその後凄惨な方法で女性を殺害したり、燈を人質にし、まふゆの友情を逆手に取ったり、掲載禁止用語（「×××」と表記される）を言うなどかなり陰湿で外道な性格。アニメでは更にまふゆ達の目の前で燈の聖乳を歪んだ表情で貪り吸うなど、外道さが増している。
サーシャが初めて交戦したアデプト12使徒である。燈を盾にとったり彼女の聖乳を貪り吸うなどして、サーシャの怒りを買い、熱を加えた鉄の攻撃の前には自前の合金も歯が立たず倒された。
その後の回想ではアスタルテには忠実で、基本的には慎重ではあるが、必要とあらば強行突破を試みる面を見せていた。
クロア
声 - 天田益男
アデプト12使徒の1人。塩素のクェイサーで、自在に致死性の塩素ガスを作り出すことが出来る。人外に等しい顔立ちが特徴。「ガス・チェンバー」「浄化者（クレンズ）クロア」の異名を持ち、言葉遣いは丁寧だが、その見た目以上に性格は残虐非道そのもの。大柄で袖の長い白衣を着ており、常に塩素が揮発しているのか周囲の一般人にも「プールの臭いがする」と察知される。
己の快楽のために虐殺を行う殺人狂。かつてのクロアチア紛争の際、クロアチア人の兵士達を扇動してテレサが暮らしていたセルビア人の教会を襲撃。塩素ガスでマザーを殺害した後、「民族浄化」を建前にして、クロアチア兵士達にシスター達を集団レイプさせた挙句、身も心もボロボロになった彼女達を塩素ガスで虐殺するという外道ぶりを見せており、テレサに重度のトラウマを植え付けた。
燈を手に入れようと襲撃し、駆けつけたサーシャと対峙。池の水を濃塩酸に変えて攻撃する戦法でサーシャをしばし苦戦させるが、陰からのカーチャの助けもあり、最終的にはサーシャに切り刻まれるという、自業自得の最期を迎えた。
朽葉 葵（くちは あおい）
声 - 早水リサ
アデプト12使徒の3。酸素のクェイサーで、「双面の大気使い（アトミス）」、「ダブルフェイス」の異名を持つ。対象周辺の酸素を無くして窒息させたり、物質を強制的に酸化・燃焼させることができる。かつて兄の悠と共にアデプトの施設で育ったが、兄に対してクェイサーとしての素質を見いだされなかった彼女は生神女となる儀式を受けることとなった。しかし、その最中に能力に目覚め、儀式の相手であった兄を殺してしまう。以後は兄を殺してしまった事実を受け入れられずに無意識下で兄の人格を形成し、悠として振る舞う。 悠として陵楠学園に転校してきて学園内の不良をまとめ上げ、聖ミハイロフ学園の動向を探っていた。その後、本来の人格でサーシャに接触し兄の討伐を依頼する。戦闘ではカーチャとテレサをあっさりと打ち負かし、サーシャも苦戦させるが、戦闘中に自分が二重人格である事実を知らされ、更にフールによって自分が兄を殺した過去をえぐられ、暴走したところをサーシャに敗れる。  しかし、彼女の身体には冷凍処置が施され、蘇生する。蘇生後は悠との人格統合がなされ、冷静沈着な性格となる。
花園での決戦では再びサーシャと戦うが、その最中にフールの裏切りと組織が黄金の僭主によって捨てられたことを知り、フールと8823を相手にサーシャと共闘する。8823との戦闘中にかつての狂気が戻り、純酸素と塵などの可燃物質を駆使した戦術で8823を焼き尽くす。その直後に花園と共に自ら命を絶とうとするがサーシャに救われ、ニプロックを施された状態で捕虜となる。
花園陥落後はサーシャによってニプロックを解除され、まふゆの護衛を務める形で神成計画と黄金の僭主の手がかりを追う。その道中で神成計画で蘇った悠と交戦する。同行することになった史伽と友好関係を結び、切り捨てられたことで自暴自棄になるジータを叱咤した後、サーシャ達と合流し、卒業の予餞会にも半ば強引に参加させられる。
赤ん坊の頃に海に落ちたトラウマで水が苦手であり、泳ぐことも出来ない。そのため水を操るには水素遣いのミルクとの連携が必要であった。しかし、レオンが放った半漁人に襲われる史加の危機に際して彼女を救おうと海に飛びこんだところを巌然によって力の流れを正され、酸素遣いとしての能力を最大限引き出せるようになる。
最初にサーシャと出会った時には彼に身体を提供しようとしたが、拒まれる。その後も何度か出会う内に敵でありながらもサーシャに好意を寄せるようになり、女性という自覚を取り戻すと同時に年相応の面を見せていく。
アニメ版では拉致した華を陵辱している動画を、カーチャの携帯に送りつけたり、捕まえたテレサを逆さ吊りにして、服を破いてレイプまがいに聖乳を貪り吸って辱めるなど、非情さが増していた。
エヴァ＝シルバー（本名：エヴァ＝アンナ＝パウラ＝ブラウン）
声 - 浅川悠
アデプト12使徒の1人。水銀のクェイサー。「鮮血の女王」「クイックシルバーの魔女」の異名を持つ。
真性のサディストで相手が刺激的な反応を起こすと濡れるらしい。水銀の膜を作り対象を窒息させたり、ウォーターカッターのようにして対象を切り刻むことができる。
見た目は若々しく美しいが、実は95年もの年月を生きており、QやR達、「再生者」を予備パーツにすることで若さを保っていた。
聖ミハイロフ学園に教師を装い侵入しまふゆを狙うが、駆けつけたサーシャと対峙。一度倒されるが、その後欠けた肉体を「再生者」で補いまふゆを人質にする。2度目の戦いでは卑怯な手を使って優勢に立つが、カーチャと第四階梯の能力に目覚めたサーシャに歯が立たず、命乞いも空しく二度と再生できぬように切り刻まれた。
ジャッカル
声 - 伊丸岡篤
アデプト12使徒の1人。鉛のクェイサー。一"激"必殺的胡狼（いちげきひっさつのジャッカル）の異名を持つ。右目がスコープ状に機械化されており、鉛を銃弾の形に変形させ、遠距離からの狙撃を行うことができる。能力で弾を打ち出すため、音もせず硝煙の匂いもしない。
平仮名、片仮名を一切使わず、漢字のみを使用し、特に「撃」の漢字が入った2文字の言葉を話すという特徴的なしゃべり方をする（弾丸を発射する際の「撃発」、断末魔の「撃痛ー!!!」など）。
街中で遠距離からリジーと記憶喪失のサーシャを襲撃し、窮地に追い込むが、記憶を取り戻したサーシャに敗れた。その後不意打ちを試みるが、直後に鳳に滅せられた。
回想では気が短く、好戦的な面があった。
ゲオルグ・タナー
声 - 遊佐浩二
アデプト12使徒の8。コバルトの元素を操るクェイサー。「γ-ω（ガンマ-オメガ）」の異名を持つ。指輪からガンマ線レーザーを自在に放つことができる。プロイセン貴族の末裔で、強い選民思想の持ち主。ジータのことも良くは思っていない。
水の聖堂を巡る戦いで六実の聖乳を吸うが、その六実が戦いのさなかで自らナイフに刺されたことで弼の怒りを買い、顔の半分をえぐられた。その後は復讐のために誕生祭に紛れ込み、元素回路を用いた傀儡を使って暗躍するが、サーシャによって今度こそ殺される。
アニメではカーチャを「女王」として取り入れ、自分たちの計画に同行させようとするが、彼女が決別したため計画が破綻。逆切れして臨戦体制に入るが、直前に摂取していたまふゆの「剣の聖乳」に肉体が適応できずに暴走、兄弟で融合し巨大な怪物となる。
汪震（わんちぇん）
声 - 浜田賢二
アデプト12使徒の2。珪素の元素を操るクェイサー。「グラウンド・ゼロ」の異名を持つ中国人。
お茶が趣味。残忍な性格の多いアデプトメンバーの中では比較的まじめで、敵に正々堂々と挑む騎士道精神を持っている。サーシャに完敗を喫して絶望するジータに対して「恐怖をかみしめ、己が糧とせよ」「茶は熱い湯を注がれることで初めて味を出す。お前は今この茶だ」と論して成長を促す一面もある。反面、調律を重んじ、些細なことでも規律を乱した同志には制裁を加える。
その目的は、始原元素回路「雷の生神女」を破壊するための回路「魔女の碑（ウィッチ・クラフト）」の完成。
目的を果たしたことでジータをも切り捨てるまでに変貌、本拠地へと逃亡を図ろうとするも、まふゆとの再会で剣の生神女の力を得たサーシャの手によって葬られた。
その後、神成計画によって蘇り弼と六実の前に立ちはだかるが、ルクレツィアを侮辱した発言が弼の怒りを買い、無き故郷を思い再び死を迎える。
アトミスではないが、珪素は大地がある限り無限に取り入れることができるため、異名の通り陸上戦では無類の強さを誇る。主な攻撃方法が巨大な手と化した珪素の召喚、およびそれを相手に破壊されたうえでの破片の射出。
ジータ・フリギアノス
声 - 大浦冬華
アデプト12使徒の11。炭素の元素を操るクェイサー。中性的な外見持ちの少女。「黒いダイヤモンド」の異名を持つが、蔑称であるため本人は気に入っていない。
能力としてはレアで強力なのだが第二階梯止まり。
アデプト候補生のジョシュアの妹で、兄と同じく性的な免疫は皆無である。兄を見下しているように見えるが内心では強く慕っているツンデレであり、彼を侮辱する者は同じ12使徒であっても容赦しない。
レズビアンであり、女子校である翠令学園での捜査を行うことを熱望していた。燈の剣の生神女の回路が発動した際には裸になって身体を重ねて熱を鎮めた。レスボス島にて、ジョシュアからレズビアンの語源を聞かされた際にはその時のことを思い出して顔を真っ赤にしていた。その際に、ボーイッシュな格好をしているリジーを一目見ただけで、リジーを女だと見抜いている。しかし、翠令学園に女装して潜入捜査してきたサーシャを男とは見破ることはできず、アニメ版では電脳空間においてサーシャが翼との決闘に敗れ、翼がサーシャに対して何も命令しないことに乗じてサーシャの胸を吸った後、汪震からサーシャの正体が男だと知らされて激怒し、「男のおっぱいなんて汚らわしいものを吸わせたな!」と逆ギレしてサーシャを去勢して無かったことにするべく襲い掛かった。
翠令学園の任務で汪震に捨て駒として置き去りにされたことでアトスの捕虜となる。その後、ユーリの根回しで聖ミハイロフ学園に移送され、生徒として在籍する（ただし、制服は男子のものを着用）。エドガーや美由梨、史伽らと友人になるなど、普通の生活を送る中で心境に変化が訪れる。そんな中、エドガーを狙うメテオラとの戦闘でサーシャ達と共闘するが、間もなくエドガーの身体に宿り蘇ったタナーに従って兄と共にサーシャと戦うが、その中でジョシュアがサーシャに敗れた怒りで第三階梯に上がる。タナーによって故郷の村が焼かれず、弟妹が死ななかった可能性に呑まれかけるが、その世界に渡ったエドガーと出会い、彼の願いを叶えるべくサーシャと共にタナーを討つ。その後はジョシュアの治療のためにユーリに保護され、アトスの監視下に置かれる。
花園が陥落した後に監視を解かれ、黄金の僭主に真相を聞くために兄と共にローマへ向かう途中でグレゴリィと出会い兄と共に彼をテロから守る。しかし、その彼が自分達とアデプトを裏切り捨てた黄金の僭主であったことを知る。切り捨てられたショックから自暴自棄となり酒浸りになってしまうが、葵に叱責されて立ち直り、ミハイロフ学園に戻ってくる。
当初は強力な能力に奢っていたが、ミハイロフ学園で軟禁されている間はニプロックにより能力を扱うことが出来なかった。しかし、学園で麗に武術の指導を受けたことで能力に頼らない戦い方も心得るようになる。また、厳密に言えばアトミスではないが、化合物の二酸化炭素が空気中に存在する物質なので、分解することでそれを操れる。
ミルク
アデプト12使徒の4。水素の元素を操るクェイサー。「ウィスパー・ボム」の異名を持つ。ゴスロリ衣装の少女だが、常にガスマスクをしていて無口。しかし何かあると仲間の服を引っ張ったり、ケーキに興味を抱いたりと見た目どおりの年齢のような仕草が目立つ。ジータと共に行動することが多い。アニメ2期では、殆ど出番はなく真田堂貫と同時に未登場になっている。
カーチャとはかつて同じ施設で育っており、ブランという名で呼ばれていたが、とある事件で死亡していた。本編に登場する彼女は神成計画によって蘇ったクローンであり、アデプトに潜入していたスパイであった。
実力は12使徒の中でも抜きんでており、同じアトミスの葵を苦戦させる程の実力を誇る。「ミルク」という現在の名前はアスタルテに与えられたものであり、今の名前をくれたアスタルテには異常な執着を見せ、アデプト時代も彼女を守ることには強い拘りを持ち、本性を現してからも同様である。
儀仗と共に大量のスペアボディを用意した状態でカーチャの前に立ちはだかるが、カーチャと彼女の奴隷達の活躍により敗北。死の間際に彼女を愛称で呼び、息を引き取った。
真田 堂貫（さなだ どうかん）
アデプト12使徒の5。タングステンの元素を操るクェイサー。「千本斬り」の異名を持つ。その異名は、アスタルテとの出会いに由来し、アスタルテが花園（マグノリア）に移送される途中での事件で、戦場で負傷し記憶も記録も無くした状態で発見され、その時唯一手にしていた武器に刻まれていた『真田堂貫』の銘がそのまま呼び名となった。アスタルテの御守役で、アスタルテに懐かれている。巨漢の大男で、海に落ちそうになった山辺燈とアスタルテを軽々と持ち上げるなどの怪力を持っている。無口。アニメ版では、滅多に城の外に出ることなくアデプト12使徒で、唯一戦場に赴かなかった。
花園での決戦はサーシャと激闘を繰り広げ、敗れて拘束される。しかし、アスタルテを守るべく拘束を打ち破って花園へ戻り、黄金の僭主と鳳の裏切りを知るとサーシャに加勢し、鳳に傷を負わせた。鳳の退却後、アスタルテをサーシャに託して遂に力尽きる。只ひたすらにアスタルテを守らんとするその精神はサーシャを感銘させた。

#### アデプト候補生・関係者など
鳳 榊一郎（おおとり しんいちろう）
声 - 大川透
元アデプト12使徒であり、ナトリウムのクェイサー。ナトリウムによる発火を扱うことから“ФеНИКС（フィエーニクス、不死鳥）” の別名で呼ばれる（他にも、“黄炎の殉教者”・“最兇異端審問官”・“治癒師（ヒーラー）”・“首狩り役人（エクゼキューター）”・“人間花火師（マン・クラッカー）” など数多の異名を持つ）。かつてサーシャの姉オーリャが黄金のクェイサーに殺されたときに共にいたクェイサーの一人。
何らかの理由でアデプトを離れ、リジーを拾い鍛えていた。まふゆとはかつての山辺家の別荘に向かう途中に出会い、後に聖ミハイロフ学園の教師として赴任してくる。山辺雄大とはかつて「サルイ・スー」の探索を共に行っていた間柄。
リジーの素性が知られると同時に自らも正体を明かし、自分を恨むサーシャと対峙するが、かつての鳳自身もかつて復讐心に囚われていたことがあり、その無力さを諭した。そして決戦を迎え、完全に第四階梯に目覚めたサーシャの戦いに敗れ、炎の中に姿を消す。
その後、神成計画によって彼の記憶と同じ能力を有したクローンが生み出され、再び敵として立ちはだかり、12使徒に復帰する。花園ではオリジナルの鳳が内に秘めていたリジーへの娘としての愛情を口にするが、生前の彼との誓いを忘れていない彼女には「ニセモノ」と断じられるが、オリジナルならば使わないような戦い方によって彼女を破る。
その後の遺跡を巡る戦いでは再びリジーと交戦、盲点を突いてくる攻撃をしながらもそれをあえて受けて敗れる。死の間際、僅かな親子の会話を交わし、リジーに「お父さん」と呼ばれて息を引き取る。
リジーを愛しており、アニメ版においては貧乳好きを公言しており、黄金のクェイサーからはロリコン呼ばわりされていた。
ヘリウム三兄弟
声 - 長男：金光宣明、次男：相馬幸人、三男：中嶋佳葉、末弟(四男)：伝坂勉
名は不明。黄金のクェイサーの密偵に仕えるアデプト候補生の一人(末弟(四男)を除く)で、漂泊の生神女を手に入れアデプト12使徒の座を狙っていた。生神女の手掛かりを探していたまふゆを狙うが、近くにいた鳳榊一郎とエリザベス（リジー）によって三兄弟は倒された。その後万国乳房研究会の所長の配下として、現れた末弟(四男)が、サーシャ達と対峙するが、あっけなく倒された。
アニメ版ではヘリウムの能力で、自身の声を女性の声に変える能力を持つが、他のアデプトのような元素を操る能力は特に持っていない。戦闘では、鎖鉄球、鉄針などの武器を使用している。
朽葉 悠（くちは ゆう）
声 - 早水リサ
葵の双子の兄。
作中に登場した悠は実は葵の別人格であり、戦いを嫌いクェイサーとしての素質を見出されなかった葵は生神女となるべく聖贄の儀式中に力に目覚め、その相手であった悠を知らなかったとはいえ殺してしまった。
それからは葵が自分の中にある兄の人格に呼びかけるだけであったが、花園が陥落した後に神成計画で蘇った本物の悠が現れ、葵と対峙する。
殺される以前は能力が判明していなかったが、その実態はアルミニウムを操るクェイサーであり、テルミット反応等による爆発やアルミニウムにより生成された剣を使用する。
ジョシュア＝フリギアノス
声 - 松風雅也
アデプト候補生の1人で、レントゲニウムの元素を操るクェイサー。一人称は「我輩」で、ことあるごとに自分のことをうそぶく。ヨーロッパとアジアが小競り合いをする地域の小さな村の出身であり、弟妹はその地域の紛争で死亡し、ジータと共に生き残った。しかし実際は肝心の利用できる元素が自然界には存在しない合成元素のため、他のアデプト候補生からは役立たず呼ばわりされている。
弟妹達を養うため、そして自分を虐げてきた同胞を見返すためにアデプトとして出世することを望み、サーシャ達と接触することになる。天才を自称している三枚目だが、誠実な人柄で彼を嫌う人間は少ない。
料理が得意。燈の名前を「あかり」と読み間違えており、正しい読み方を教えられて以降も気にせずあかりと呼んでいる。料理以外にも裁縫をこなし、様々な知識を持つ。
燈と遭遇し彼女をエサにサーシャとまふゆをおびき出そうとするが、性的なことに対する耐性が全く無く、燈の裸を見ただけで鼻血を出してしまい聖乳を吸うことが出来なかった。また、その際に燈に諭されてその場を去った。その場ではアデプトを辞めると言っていたが、結局、マグノリアの召使いとして残留している。
ジータが捕まったことを聞き、黄金のクェイサーと取引を行い、命を削る代わりに第11族元素を操る力を与える呪式を刻まれる。単身日本へと向かい、交戦したカーチャから借りたアナスタシアを携えジータを救出する。フリードリヒを守るために命を捨てる覚悟でサーシャと戦うが、呪式が刻まれた右腕を切断される。その後はジータと共にユーリの保護下にある。
黄金の僭主を討つ機会を逃してからはアスタルテを人質に取られ、ジータと共に神成計画の拠点となる病院に軟禁されていたが、まふゆと葵に助けられ妹と共に神成計画と戦うためにサーシャに合流する。
エヴァ＝Q（クー）、エヴァ＝R（エル）、エヴァ＝S（エス）
声 - Q：中原麻衣、R：田村ゆかり、S：五十嵐裕美
エヴァ＝シルバーが自分の肉体を若く維持するための予備パーツとして生み出したクローン達。オリジナル同様水銀のクェイサーとしての能力を持つ。彼女達以前にもA（アー）からP（ペー）が存在したが、既にパーツとして使用されたことが語られている。
真性のマゾヒストで、常に自分たちのご主人様を欲しているが、相手にしてくれない人は惨殺してしまうという一面も持つ。
自分たちの体を苛まれることでさらなる攻撃力を生み出すことができる。また、驚異的な再生能力をもつ「再生者」でもあり、常人であれば死亡するようなダメージを受けても瞬時に回復できる。
QとRは聖ミハイロフ学園内での戦いで負傷したエヴァに取り込まれ、Sはエヴァが倒された後鳳の管理下に置かれた。
左胸のやや上あたりに、名前となっているアルファベットの順番を表した刺青のようなものが刻印されている（QはXVII、RはXVIII）。
アスタルテ
声 - 後藤麻衣
アデプトたちの至高聖母（ハイ・マリア）の中でも最高の地位である「教母」の幼女。アスタルテが燈に祝福のキスをしたことで、アデプトの全員が燈に危害を加えることが出来なくなり、ゲオルグと仲間割れして処刑されることになったジータの命を救うこともできた。愛犬セレヌとは良き遊び相手。
花園が陥落した後、燈と共に神成計画の拠点へ拉致され、至高聖母として肉体を強制的にまふゆ達と同年代まで急成長させられるが、燈がその役を引き受けてからはジータとジョシュアへの人質として一室に軟禁されていたが、まふゆ達によって救出される。
フリードリヒ・タナー
声 - 成田剣
ゲオルグの兄で「双頭の紋章屋（クレストメーカー）」の異名を持つ。神聖ローマ帝国再興を目論み欧州で暗躍しているテロリストであり、かつてジョシュアとジータの故郷の村を灼いた紛争にも荷担していた。「新田」という偽名を使い聖ミハイロフ学園に教師として潜入。「サルイ・スー」の生神女について調査を行う中で様々な人間に元素回路を渡して暗躍していた。任意の場所、規模にウロボロスという輪を出現させ、その輪を潜ったものを空間転移する。これは仲間たちの移動手段に使えるほか、相手の飛び道具を死角から打ち返す攻防一体の能力である。アデプトとは協力関係で、水の聖堂でサルイ・スーの生神女まで後一歩というところでサーシャ、弼、カーチャの連携により身体を四つに切られ死亡した。
その後、ジョシュアによってエドガーに放たれた紋章によって復活し、ノアの能力を使い「サルイ・スーの生神女」を手に入れようとするが、本物は既に雄大によってすり替えられたことが儀仗から告げられる。それでも雄大に本物がすり替えられなかった未来を探すべくジータにサーシャとの交戦を命令するが拒否される。激昂してノアの能力でジータとリーメイを可能性の世界に閉じ込めるが、サーシャには通用しなかった上にエドガーの意識と邂逅したジータが自力で脱出し、複数の可能性を操る能力を得るもサーシャに倒されてなおも抵抗するがサーシャを庇ったリーメイによって撃たれた熾天級法印弾によってノアごと消滅した。
アニメでは弟・ゲオルグと同じ過程で怪物化。ちなみにこの姿は異名のように双頭を持つマモンのような姿になっていた。
グレゴリィ・エフメニウス/グレゴリウス17世
声 - 三宅健太
アデプトの首領。別名グレゴリィ、又はグリーシャ。ローマ教皇庁の枢機卿の一人でもあり、末席に位置する。「黄金の僭主」の異名を持つ。平時はアデプトのメンバーからはグレゴリィ猊下と呼ばれる。あらゆる物を元素分解することが出来る。オーリャを殺し、サーシャの顔に傷をつけた張本人。燈に元素回路の一種である「呪詛の聖釘」を打ち込んで術者である自身と常に繋がっており、回路を媒介に意志を顕現させて燈の身体を乗っ取ることが出来る。
イローナ写本に記された予言を実現して剣の生神女を手に入れるべくフールと5人の使徒をサーシャと鳳にけしかけるが、剣の生神女がまふゆと燈の身体の二つに分かれてしまい、思惑が外れる。
神成計画のために裏で雄大と共に様々な暗躍を行い、スミルノフとの結託で教会の和解に情勢が傾いた時にはアデプトと12使徒を切り捨てる。その後、素性を知らないジータとジョシュアの前に枢機卿として現れ、コンクラーヴェを狙ったテロでは致死性のウィルスを元素分解し、その病に冒された者全員を救い、それを目撃した人々からは崇められ、満場一致でグレゴリウス17世として教皇に即位する。
神成計画によるイエス・キリスト復活を最終目的としているが、オーリャを殺した場に現れたサーシャは殺さずに聖痕を刻むのみに留め、最後の賭と称して自分の顔を知らないジータとジョシュアの前に現れて自らを殺す最後のチャンスを与える等その行動には謎が多い。
アニメ版では燈の身体を乗っ取り、水の聖堂にて、オーリャを蘇らせてサーシャの目の前でもう一度殺すことでサーシャの怒りの力で鮮血の剣を完成させるという極悪非道な手段を使った。サルイ・スーの生神女を得るために、予言通りに実行するためにサーシャを仲間に引き入れようとするも拒否され、サーシャを殺そうとするが、サーシャが体内にいる燈の意識に呼びかけながら燈の身体の聖乳を吸ったことで、黄金のクェイサーの魂が燈の身体から吸い出され、聖乳を大量補給したサーシャによって倒された後、サルイ・スーの生神女に飲み込まれていった。
フェリシア
花園にいた生神女候補の美少女。同様の候補者達の中では最年長であり、整った容姿に加えて豊満な胸を持つ。脱出しようとしたところをメテオラの襲撃を受け、陵辱されながら殺されそうになるところをサーシャと葵に救われる。戦いの中で命を救ってくれたサーシャに聖乳を与える。
脱出後はスコーレに保護され、燈との交流で学校の話を聞いており、学校に通ったことがなかったこともあり聖ミハイロフ学園に短期留学生として在籍する。卒業式の後、サーシャ達と共に神成計画との戦いに同行する。

### 翠玲学園
女子校。アニメ版第2期の第1話から6話までのメイン舞台となる学園（第7話以降メイン舞台となる学園は、第1期同様、聖ミハイロフ学園）。女子校のため、サーシャが女装して潜入調査を行う。
天乃 翼（あまの つばさ）
声 - 南條愛乃
翠玲学園の元理事長、天乃晴之の孫で、深雪の幼馴染で親友。
幼い頃に事故に遭い、車椅子生活になってしまい、原作では学園内でいじめを受けていたが、気にせず明るく過ごしている。
本が好きで、時々メルヘンチックなことを言っては周囲を困らせている。
昔は天才的な成績を残していたが、現在では落ちこぼれと言われてしまっている。
アニメ版では授業においても素晴らしいプログラムを作るなどその素質を発揮しており、作れた理由を聞かれるとメルヘンチックなことを言っての説明で周囲を困惑させる典型的な天才肌タイプとなっている。また、いじめられている描写はない。原作ではノーグにおいても歩くことが出来なかったが、アニメ版では歩くことができる上に、ノーグ内でサーシャと格技で決闘して勝利している。
祖父が亡くなって身寄りがなくなったことで、深雪との繋がりに全てを求めて甘えるようになり、深雪も絶対に翼を守ると決意していたことで、他人を完全に排除した二人だけの世界に閉じ篭もるようになっていった。しかし、「友情と依存関係は違う」ということに気付いて、深雪に対して距離を置こうと言ったことで、お互いのことを愛し合いながらも擦れ違いが続いていた。
6年前にノーグにて深い深度で長時間接続していたため、意識と肉体が"分離"してしまった際に、祖父が雷の携香女を使って翼を救って以来、雷の携香女をその身に宿しており、そのことは翼と深雪だけの秘密となっていた。
雷の携香女の秘密を守ろうとしてウィッチ・クラフトの素体となった深雪を止めるために、自ら雷の携香女を発動して戦ったが、まふゆとサーシャの説得によって深雪とお互いの愛を伝え合った直後に汪震の攻撃をくらってノーグにおける翼の意識が死亡。その際に、華に雷の携香女を授けていった。その後、ノーグ内で分離した意識が消失した場合は現実の肉体も死ぬはずなのだが、奇跡的に翼の肉体は生きており、昏睡状態となっている（アニメ版では、意識も無事であり、サーシャを模した物語を製作している）。
その後、ノーグにおける彼女の分身が翼の意識の欠片を集めており、目覚める望みがあることが明かされる。また、メロスに関する情報を葵に提供した。
瀬田 深雪（せた みゆき）
声 - 櫻井浩美
翼の幼馴染で、翠玲学園の社交会『ソロリティ』のリーダー。
正義感が強く、お姉様気質で学園内に多数のファンが居る。多くの女生徒からは「深雪お姉様」、翼からは「みーちゃん」と呼ばれている。
レズビアンであり、翼に対して親友以上の感情を抱いている。翼のことをとても大切に思っており、何があっても守ると心に誓っている。
アニメ版では、サーシャが雷の携香女を探すために女生徒達の聖乳を吸っている犯人だと勘付いており、女生徒達を守るためにサーシャに決闘を申し込むが、敗れてサーシャに聖乳を吸われて、愛する翼のために守ってきた自身の貞操を汚されたことで、翼と距離を置くようになり、徐々に翼との関係がギクシャクしていくことになった。
翼が雷の携香女を宿しているという秘密を守って翼を危険な目に遭わせないために、雷の携香女のコピーである魔女の碑（ウィッチ・クラフト）の完成に協力させられていた。
ウィッチ・クラフトの完成を目指す過程で、素体となる生徒に危害を加えないことを条件に協力していた。しかし、内情を探るためにフードで顔を隠したサーシャの圧倒的な戦闘力に何も抵抗できず、さらに「俺に逆らえば天乃翼に危害が及ぶ」と嘘の脅迫をされたことで学園の電脳システム中枢まで案内させられ、そこでサーシャとジータの常人離れした戦闘を見て、翼を守るためにさらなる強さが必要だとの危機感を抱く。そして、ウィッチ・クラフトの被験体として身柄を拘束されていた華をサーシャが連れ出したことで被験体がいなくなったため、アデプトとサーシャから翼を守りたいと力を欲するあまり、また雷の携香女の秘密を守るために自らを犠牲にしてウィッチ・クラフトの被験体に志願する。
その後、雷の携香女が翼に宿っていることに汪震が既に気付いており、そのことで汪震から脅迫されたため、ウィッチ・クラフト完成を急いでウィッチ・クラフトの能力「銀磁騎士(シルバーナイト)」で女生徒らを手にかけて分離させていったことで、結果的に翼を追い詰め、彼女を失いかけることになってしまう。
翼が雷の携香女を発動して深雪を止めに来たため、力づくで翼を抑え込んだ上で守ろうとするが、最後にはまふゆとサーシャによって救われる。今は昏睡状態の翼が目覚めるのを待ち続けている
皐月 あやめ（さつき あやめ）
声 - 巽悠衣子
翠玲学園の生徒で、学生寮では深雪と同室。小柄ながら意外と胸は大きい。
当初から成績ではトップクラスだったものの、以前までは大きな眼鏡をかけていて冴えない容姿だったため、周囲から陰口を言われて悩んでいたところを深雪に元気付けられてソロリティに誘われて以来、深雪を慕っており、深雪と対立するサーシャを付け狙う。
ノーグ内における格技と武器のアイテム収集でトップクラスの実力を持つ。
ウィッチ・クラフト完成のため、そして雷の携香女の秘密の一部をあやめが知ったため、深雪によって分離させられそうになるが、寸前で通りかかったカーチャに助けられる。以後は、華の意識が戻っていないこともあり、華の代わりにカーチャの奴隷となった。アニメ第2期では、事件解決後も登場している。

### 神成計画
儀仗
翆玲学園の女性教師と思われたが、実際にはマグダラを探すために女装し、潜入していた男。かつては館（ヴィラ）と呼ばれた施設でクェイサーを始め様々な才能を持った少女達の教官を務め、カーチャに「一流の女主人（ドミナス）は一流の心理学者でもある」と女王のあり方を文字通り鞭を持って彼女に教え、現在の人格を形成した人物。カーチャを赤い薔薇、ミルクを白い薔薇と呼んで二人には特に入れ込み、それを折ることに快楽を見出す雄大とは違った意味で狂気を孕んでいる。
雄大とも密接な関係を持つ他、麗同様特殊な能力を持っている模様で、ノアによって作られた空間に入り込んで「サルイ・スーの生神女」が既に雄大によって水の聖堂から持ち出されていたことをタナーに伝えた。
それからは暫く姿を見せていないが、翆玲学園の事件が解決した時には彼女の女主人としての成長に期待している様子を見せた。
遺跡の戦いではカーチャのロマノフ家の血筋を否定し、ミルクの再生者による物量戦とノーグの技術で優位に立つが、彼女の奴隷達の奮戦が原因で敗北するが、自らが手塩にかけて育てた薔薇であるカーチャによって葬られることにある種の幸せを見出し、死亡する。
スィディマーヤ・マースカ
サーシャのクローン。神成計画の一環でアガサ暗殺のために派遣された。本来はサーシャの死後、彼の魂を乗せる器だったのだが、プログラムのエラーによって魂を乗せる前に生まれ、その上寿命もかなり短いものとなっていた。破棄されるところを雄大によって役割を与えられたことでオリジナルを殺すことで唯一の存在になるべく能力と同じく格闘術の腕も磨いていた。オリジナルと同じ鉄遣いで容姿も全く同じだが、性格は冷酷無比の外道であり、サーシャに罪を着せるために様々な暗躍を行い、アガサの暗殺に成功する。しかし、それがサーシャの逆鱗に触れて戦死する。
ルクレツィア
神成計画から派遣された硫黄を操るクェイサー。着物を着崩した花魁のような女性。一人称はわっち。
巌然に協力を要請するが、拒否されるも目的の半分を果たしたとして撤退するが、まふゆと葵の打倒に強い執着を持つようになる。

### 主要人物の関係者
オーリャ
声 - 豊崎愛生
サーシャの義理の姉。本名オリーガ・トルスタヤ。組織（フラスコ）に拾われた子供の一人。
かつて親に捨てられた子供を集めクェイサーの能力を引き出だそうとした組織（フラスコ）に拾われたサーシャは地獄の日々の中で、オーリャと出会い本当の姉弟（血縁関係はない）のように親っていた。サーシャにとって唯一心の拠り所だったが、アデプトの襲撃によりフラスコは壊滅し唯一生き残った2人はサーシャを救うべくオーリャ自らアデプト12使徒の一人黄金のクェイサーとナトリウムのクェイサーに戦いを挑むが力及ばなく死亡した。サーシャに初めて聖乳を吸わせた人物（聖乳の吸い方は仙道六実から教わる）でもあり山辺燈がオーリャに似ていたことから彼女の面影をいだいているらしい。
後に彼女は至高聖母として黄金の僭主ら三人が特に注目した素質を有していたことが判明した。
ウィルマ・アシュネル
声 - 高梁碧
セルビア正教会のシスターで、テレサが幼い頃姉妹同様に慕っていた。12年前アデプト12使徒の1人クロアの襲撃により死亡。それ以降テレサの心に暗い影を落とし笑顔を無くした。
誕生祭で神成計画により蘇ったクローンが現れる。マースカの生神女として暗躍するが、拘束されるも同じく蘇った鳳の協力で脱出する。花園陥落後はルクレツィアの生神女として活動する。
その後、鳳の生神女として遺跡で敵としてテレサと対峙し、テレサの弓で胸を貫かれて歪められた二度目の生から解放される。
巌然
沖縄のとある島に住む老人。ガンチャンと呼ばれることを好む。かつては黄金の僭主を指導した武術の達人で、若い頃は多くの女性を泣かせたらしい。
サーシャの次に訪れたまふゆ達に若干の手助けをしながらもルクレツィアから神成計画への協力を求められるが、不干渉を要請したまふゆを気に入り、どちらにも与しないことを宣言する。
迅海
かつて黄金の僭主と共に巌然に師事した和尚。クェイサーではなく、巌然と同じ元素回路と自然の気の力を用いた波動術を用いる。かつてオーリャを殺した場にいた三人の内の最後の一人。
その後は黄金の僭主と袂を分かち、サーシャに修行を課し、己の命を惜しむことの意味を説く。自らの命を奪わせるべく復讐心をも煽るが、自らが説いた命を惜しむことをそのまま返され敗北を受け入れ、オーリャの死の真相を告げる。

### その他の登場人物
モエノ
声 - 小野涼子
コスプレ喫茶「れいやーすへぶん」の店員の一人。
美少年や美少女などのイケ面に目がなく、街中で出会った記憶喪失中のサーシャやエリザベス（リジー）を一目で気に入り、コスプレを通して親しくなった。その直後クェイサーの2人を狙っていたアデプト12使徒の1人ジャッカルの襲撃に巻き込まれてしまうが、大事にはいたらなかった。
るるの母
声 - 高梁碧
椎崎るるの母親。万乳研の信者となっており、家庭を顧みず団体に傾倒している。
芝恵美
声 - 高橋美佳子
翠玲学園の生徒。汪震に拉致され全裸で拘束された。
所長
声 - 谷口節
名は不明。『おっぱいデトックス』と呼ぶ怪しげな療法で信者を集めている万国乳房研究会（万乳研）の所長で、クェイサー崩れ。乳房の毒素を抜くことで、乳房の正しい発育を促す結果手術をしなくても胸が、豊かになる噂が、広がり若い女性に人気ではあるが、多額の報酬を請求したり高額な医療機器を売りつけたりとあくどいやり方をし全ての聖乳を我が物にしようと企んだ。椎崎親子の絆を利用したやり方にエカテリーナ＝クラエ（カーチャ）の怒りをかい後に倒され所長以下幹部達は警察に逮捕され組織は壊滅した。その後刑務所での刑を終えた所長はかつての幹部・女秘書に組織再建の説得され宇宙乳房研究会（宇乳研）を立ち上げ、再び悪事を繰り返すが、サーシャ達にあっけなく敗北した後にビッグ・マムに制裁された。

## 用語
クェイサー（錬金士）
元素を操る能力者のこと。女性の乳房から得た聖乳をエネルギーとする。能力は6段階の「階梯」によって分けられ、第二階梯では塑形・分子結合・分離・熱振動・吸収のみで、合金は操れない。第四階梯では力場の形成と元素回路の波動を読むことが可能となり、第六階梯に至っては原子一つ一つの完全なコントロールが可能となる。
なお、空気中に無尽蔵にある窒素や酸素などを操るクェイサーは大気使い（アトミス）と呼ばれ、その特性から階梯によらず最強に分類される。作中では葵とミルクがこれに該当。
生神女（マリア）
クェイサーのパートナーを務める女性。授乳を介して、クェイサーにエネルギーとなる聖乳を与え、その戦闘もサポートする。なお、「マグダラの生神女」とは代替品の生神女のことであって一時的なパートナーに過ぎず、クェイサーにとって唯一無二の「生神女」とは似て非なる存在である。
聖乳（ソーマ）
クェイサーのエネルギーの源であり、女性の乳房を吸うことで得られる。マリアに限らず、基本的にはどんな女性からでも補給できるが、聖乳を吸われる女性が処女で巨乳であるほどエネルギーが増し、聖乳の味も甘くまろやかな味となる。また、それと同等に、羞恥、恐怖、憎悪、快楽、愛情といったその時のマリアの感情の高ぶりによっても左右され、クェイサーの中には生神女の資質を見出してその感情を積極的に高めようとする。特に愛情は最も大きな影響を与えるがそれ故に感情の発展が難しい。そのため、聖乳を吸われる女性が気絶している場合はエネルギーが半減する。
元素回路（エレメンタル・サーキット）
力を持った紋様のこと。紋章屋（クレストメーカー）が元素番号0の「賢者の石」を使って編み出しており、様々な効果を発揮する。ヘルメス・トリスメギストスによって編まれた始原の元素回路（ハイエンシェント・サーキット）が始まりとされており、ハイエンシェント・サーキットは7つ存在するが現存が確認されているのは
「剣の生神女」（つるぎのマリア）
「雷の携香女」（いかづちのマグダラ）
「黄昏の先導者」（おうごんのノア）
「沈黙の預言者」（ちんもくのモーセ）
「再生の享愛者」（さいせいのダヴィデ）
の5つのみである。また、それぞれの能力は
「剣の生神女」
原子の分子間結合の強制解除。「サルイ・スーの生神女」が存在する水の聖堂への鍵でもある。皇女の卵によって起動するがまふゆの左腕と燈の右腕に宿る。分割されながらも強力な力であり、以来二人がその能力を使用する。
燈がこの元素回路の始まりを夢で見ており、「ジャンヌ」と呼ばれるまふゆと瓜二つの少女を見ていたことから、ジャンヌ・ダルクに関わりがある。能力名の「ラ・ピュセル」からもそれがうかがえる。
「雷の携香女」
電気の操作。翆玲学園の天野博士が所有しており、分離してしまった翼を救うために使用。以来翼の身体に宿っていたが、ノーグでの戦闘を通して華の身体に宿る。以来華はアナスタシアとの連携のためにその能力を使用する。
「黄昏の先導者」
平行して存在する可能性の選択。しかし、可能性が低ければ低いほどそれを見つけるのは困難であり、使用者の負担も大きくなる。フリードリヒ・タナーがスペアボディであるエドガーの身体に刻み込み、以来エドガーが聖ミハイロフ学園で予知能力という名目で使用する。タナーが復活した際にはその能力を駆使してサーシャ達を攪乱する。
最大の出力で使用すればその者にあり得た未来（偽物ではなく、正真正銘可能性の一つとして存在した未来）を見せ、その者が望まない限り抜け出すことは不可能なので事実上敵を無力化することが出来る。ジータとリー・メイがその能力を受け、ジータは故郷の村が灼かれる前に紛争が終結した可能性とその未来、リー・メイは両親が死亡せずサーシャと結婚していた未来を見せられる。しかし、ジータの可能性の世界に存在したエドガーとの出会いがきっかけでジータはそれを振り切り、リー・メイも自分が愛したサーシャが可能性の未来の彼ではなく、声を失った自分が出会った彼であったために振り払う。
最終的にリー・メイの自爆でタナーもろとも消滅する。
「沈黙の預言者」
未来視。元々余地の才能を秘めたアガサが至高聖女の代役として連れてこられる。アガサの殺害によって失われた模様。
「再生の享愛者」
人の魂を読み取り、賢者の石に焼き付ける。アデプトの拠点である花園に存在する聖堂に保管されている。神成計画においてキリストを蘇らせるための必要不可欠なもの。アデプトを裏切ったフールに持ち出され、鳳に託されるが戦闘中にサーシャが奪い取り右腕に宿す。
紋章屋（クレスト・メーカー）
元素回路を生み出す錬金術師の一種。クェイサーとは異なる特殊な能力故にアトスとアデプトの双方に所属者が入る。フリードリヒ・タナーとフールはアデプト所属の紋章屋である。
サルイ・スーの生神女
アデプトが探し求めている聖像（イコン）。イエス・キリストの魂がその中に記録されたものであり、復活の奇跡の真実でもある。神成計画はこれと「再生の亨愛者」を用いてキリストを復活させようとしている。
聖ミハイロフ学園
本編の主な舞台にしてサーシャ達の通う小中高等部のエスカレーター式。元の理事長は雄大で、雄大の失踪後は辻堂家が理事長の座に納まるが、再び雄大が理事長になる。敷地内には教会や庭園が建設されており、更に裏手には「サルイ・スーの生神女」が眠る湖がある。
テレサとユーリは元々ここの教会で働いており、後にサーシャを始めアトスやアデプトのクェイサー達も生徒として通い、同時にアデプトやメテオラの襲撃にも遭う。最初は任務の偽装としか認識していなかったサーシャ達であったが、ここの生徒達との触れ合いが戦いばかりの彼らに平穏な日常や年相応の青春を体験させ、帰る場所として強く心に刻まれる。後に神成計画に敵対する者達の合流地点にも指定される。
最初にサーシャとカーチャが飛び級でそれぞれ高等部と初等部に編入し、後に弼と六実がサーシャとまふゆの同級生として編入、ジータとリジーもそれぞれ通っていた。サーシャ達が海外の戦いに赴いている事情は表向き派遣留学ということにされていた。
ティル・ナ・ノーグ
略称は「ノーグ」。翠玲学園の電脳空間のこと。最新のナビを装着してログインするだけで、人間の脳に直接働きかけて擬似感覚を生み出すことができる空間。
分離
ノーグにて深い深度で長時間接続することで、意識のみがノーグに囚われ、肉体から離れてしまうこと。
フラスコ
親に捨てられた子供を集めクェイサーの能力を引き出だそうと暗躍した組織。アデプトの襲撃により組織は壊滅した。オーリャとサーシャもまた「フラスコ」に拾われた子供の一人である。
神成計画（テオシスけいかく）
アトス、アデプトの垣根を越えて教会が密かに進めていた計画。元素回路の力を用いて人間のクローンにオリジナルの人物の記憶だけでなくクェイサーとしての能力さえも与えることが可能。
本編前に死亡したウィルマやサーシャに敗れた鳳などがこれに該当し、彼らは復活者（リジェネ）と呼ばれる。また、復活者に対してその者の人格を任意に書き換えることも可能としている。

## 書誌情報
- 吉野弘幸（原作）・佐藤健悦（作画） 『聖痕のクェイサー』 秋田書店〈チャンピオンREDコミックス〉、全24巻
  1. 2006年12月20日発売、ISBN 4-253-23103-9
  2. 2007年4月20日発売、ISBN 978-4-253-23104-6
  3. 2007年9月20日発売、ISBN 978-4-253-23105-3
  4. 2008年2月20日発売、ISBN 978-4-253-23106-0
  5. 2008年7月18日発売、ISBN 978-4-253-23107-7
  6. 2008年12月19日発売、ISBN 978-4-253-23108-4
  7. 2009年5月20日発売、ISBN 978-4-253-23109-1
  8. 2009年12月18日発売、ISBN 978-4-253-23476-4
  9. 2010年4月20日発売、ISBN 978-4-253-23477-1
  10. 2010年10月20日発売、ISBN 978-4-253-23478-8
    - オリジナルアニメDVD付予約限定版、ISBN 978-4-253-18178-5

  11. 2011年3月19日発売、ISBN 978-4-253-23479-5
  12. 2011年8月19日発売、ISBN 978-4-253-23480-1
  13. 2012年1月20日発売、ISBN 978-4-253-23481-8
  14. 2012年6月20日発売、ISBN 978-4-253-23482-5
  15. 2012年12月20日発売、ISBN 978-4-253-23483-2
  16. 2013年5月20日発売、ISBN 978-4-253-23484-9
  17. 2013年10月18日発売、ISBN 978-4-253-23485-6
  18. 2014年3月20日発売、ISBN 978-4-253-23486-3
  19. 2014年8月20日発売、ISBN 978-4-253-23487-0
  20. 2015年1月20日発売、ISBN 978-4-253-23488-7
  21. 2015年6月19日発売、ISBN 978-4-253-23801-4
  22. 2015年11月20日発売、ISBN 978-4-253-23802-1
  23. 2016年4月20日発売、ISBN 978-4-253-23803-8
  24. 2016年9月20日発売、ISBN 978-4-253-23804-5

## ドラマCD
「聖痕のクェイサー 〜皇女の卵〜」のタイトルで、パープルヒルズレコードから2007年9月12日に発売された。なお担当声優は、テレサ役の茅原実里を除きテレビアニメ版とは異なっている。
- サーシャ - 皆川純子
- 織部まふゆ - 生天目仁美
- 山辺燈 - 名塚佳織
- テレサ・ベリア - 茅原実里
- カーチャ - 宮崎羽衣
- 辻堂美由梨 - 柚木涼香
- 桂木華 - 清水愛
- フール - 堀江一眞
- 徳本恭敏
- 木村拓
- 安元洋貴
- 伊東隼人

## テレビアニメ
2010年1月から6月まで、独立UHF局ほかにて放送された。全24話。テレビ放送版では、全局で表現規制による画面差し替えや台詞削除が施されている、女性キャラクターが素肌を露出させるシーンには、湯気追加や画面トリミングなどの修正が加えられている。
2010年1月15日より、DVD&Blu-ray Disc収録のディレクターズカット版がアニメワンで毎週金曜24時に配信中。ディレクターズカット版の上映会も各地で開催された。
2010年12月、チャンピオンRED2011年2月号とアニメ版公式サイトにて、テレビアニメ第2期「聖痕のクェイサーII」の製作が決定したことが発表され、2011年4月から6月まで放送された。全12話。
アニメ版では「徹底的におっぱいにこだわる」との方針から、女性キャラは胸の大きさの違いだけでなく、胸、乳首、乳輪の形や色もキャラごとに異なっており、乳首の勃起シーンや失禁シーンなどの描写もある。また、おっぱいに関連することで登場キャラがシリアスな口調と状況でシュールなギャグをすることも多い。第1期の途中から、原作にはないオリジナルストーリーが展開されている。この他ビッグ・マムの登場も原作よりもずらしている。

### スタッフ
- 原作 - 吉野弘幸、佐藤健悦[1]
- 監督 - 金子ひらく[1]
- 監督補佐 - 田畑壽之（第2期・第3話 - 第12話）
- シリーズ構成 - 上江洲誠[1]
- キャラクターデザイン - うのまこと（第1期）[1]→杉本功（第2期）
- セットデザイン - 青木智由紀（第1期）→岩城万里子（第2期）
- プロップデザイン - 大河広行
- 総作画監督 - 杉本功、飯島弘也（第1期）
- 美術監督 - 鈴木隆文（第1期）→永吉幸樹（第2期）
- 色彩設計 - 鈴木依里
- 撮影監督 - 林コージロー
- 編集 - 廣瀬清志
- 音楽 - 加藤達也
- 音響監督 - 明田川仁
- スーパーバイザー - 名和宗則[1]
- プロデューサー - 安坂嘉訓、尾留川宏之、浅賀孝郎（第1期）、関根陽一、山本智也（第1期）→山口健一（第2期）、永井理
- プロデュース - タキ・コーポレーション（第1期）
- アニメーション制作 - フッズエンタテインメント[1]
- 製作 - 聖痕のクェイサー製作委員会（第1期）、聖痕のクェイサーII製作委員会（第2期）

### 主題歌

#### 第1期
オープニングテーマ
「Errand」（第1話 - 第12話、OVA）
作詞 - 畑亜貴 / 作曲・編曲 - 菊田大介（Elements Garden） / 歌 - 飛蘭
第24話ではエンディングテーマとして使用された。
「Baptize」（第13話 - 第24話）
作詞 - YUI / 作曲・編曲 - 橘尭葉 / 歌 - 妖精帝國
エンディングテーマ
「Passionate squall」（第1話 - 第4話、第6話 - 第12話、OVA）
作詞 - 畑亜貴 / 作曲・編曲 - Tom-H@ck / 歌 - 織部まふゆ（藤村歩）、山辺燈（豊崎愛生）、テレサ・ベリア（茅原実里）、カーチャ（平野綾）、桂木華（日笠陽子）
「未明の祈り」（第5話）
作詞 - 畑亜貴 / 作曲 - 吉田勝弥 / 編曲 - 高田暁 / 歌 - テレサ・ベリア（茅原実里）
「Wishes Hypocrites」（第13話 - 第23話）
作詞 - 畑亜貴 / 作曲 - 江並哲志 / 編曲 - ROKUGEN / 歌 - 織部まふゆ（藤村歩）、山辺燈（豊崎愛生）、テレサ・ベリア（茅原実里）、カーチャ（平野綾）、桂木華（日笠陽子）
挿入歌
「正義のKISSで勝負して」（第14話）
作詞 - 畑亜貴 / 作曲・編曲 - 加藤達也 / 歌 - 桂木華（日笠陽子）、辻堂美由梨（川澄綾子）

#### 第2期
オープニングテーマ
「螺旋、或いは聖なる欲望。」
作詞 - 畑亜貴 / 作曲・編曲 - 菊田大介（Elements Garden） / 歌 - 飛蘭
エンディングテーマ
「metaphor」
作詞 - 少女病 / 作曲・編曲 - ピクセルビー / 歌 - 少女病

### 各話リスト
| 話数  | サブタイトル                       | 脚本              | 絵コンテ      | 演出           | 作画監督                                                   |
| 第1期 | 第1期                              | 第1期             | 第1期         | 第1期          | 第1期                                                      |
| ----- | ---------------------------------- | ----------------- | ------------- | -------------- | ---------------------------------------------------------- |
| #1    | 震える夜                           | 上江洲誠          | 金子ひらく    | 信田ユウ       | 杉本功                                                     |
| #2    | 仮面の友情                         | 上江洲誠          | 関野昌弘      | 関野昌弘       | 筆坂明規、しんごーやすし                                   |
| #3    | 求めし者たち                       | 上江洲誠          | 藤森カズマ    | 高橋幸雄       | 高岡じゅんいち                                             |
| #4    | 女王様とあたし                     | 上江洲誠          | 菊池勝也      | ふじいたかふみ | 矢向宏志、羽田浩二                                         |
| #5    | 戦場の白ユリ                       | 森田繁            | 日高政光      | 上田繁         | 中村深雪                                                   |
| #6    | 皇女の卵                           | 上江洲誠          | 小林孝志      | 小林孝志       | 小林利充                                                   |
| #7    | 漂泊の生神女                       | 待田堂子          | 友田政晴      | 友田政晴       | 筆坂明規                                                   |
| #8    | 双面のアトミス（前篇）             | 森田繁            | 高橋丈夫      | 丸山由太       | 日下岳史                                                   |
| #9    | 双面のアトミス（後篇）             | 森田繁            | 小野学        | 石川俊介       | しんごーやすし                                             |
| #10   | はじめて（?）のおるすばん          | 待田堂子          | 藤森カズマ    | 信田ユウ       | 高木潤、羽田浩二                                           |
| #11   | 魔女の十字架                       | 上江洲誠          | 日高政光      | 阿部達也       | 中村深雪、細越裕治 武智敏光、村上真紀                      |
| #12   | 鮮血の剣                           | 上江洲誠          | 日高政光      | ふじいたかふみ | 小林利充、福島豊明                                         |
| #13   | 含鉄泉の夜                         | 森田繁            | 高橋丈夫      | コバヤシタカシ | 成川多加志、石山寛 松岡秀明、加藤洋人                      |
| #14   | 辻堂美由梨の憂鬱                   | 佐藤裕            | 藤森カズマ    | 高橋幸雄       | 日下岳史、高橋敦子 石井ゆみこ、細越裕治 三股浩史、村松尚雄 |
| #15   | Anglo-Russian Entente              | 待田堂子          | 名村英敏      | 友田政晴       | 筆坂明規、桜井司                                           |
| #16   | 断罪の不死鳥                       | 森田繁            | 桜井親良      | 桜井親良       | 小林利充、しんごーやすし                                   |
| #17   | 炎の福音                           | 上江洲誠          | 日高政光      | 福田貴之       | 阿部達也、日下岳史 細越裕治、村上真紀                      |
| #18   | ウロボロスの罠                     | 待田堂子          | 浅野勝也      | 浅野勝也       | 高木潤、岸友洋                                             |
| #19   | 秘密の花園                         | 待田堂子          | 日高政光      | 石川俊介       | 服部憲知                                                   |
| #20   | ハリボテ皇女                       | 上江洲誠          | 日高政光      | 上田繁         | 日下岳史、細越裕治 石井ゆみこ                              |
| #21   | 水の聖堂                           | 森田繁            | 小林孝志      | 小林孝志       | 筆坂明規、しんごーやすし 柳孝相                            |
| #22   | トリニティ・ゲヘナ                 | 森田繁            | 藤森カズマ    | 福田貴之       | 盛重学、山村俊了 武智敏光、三股浩史                        |
| #23   | 致命者サーシャ                     | 上江洲誠          | 日高政光      | 友田政晴       | 小林利充、桜井司                                           |
| #24   | 汝、青春することなかれ             | 上江洲誠          | 藤森カズマ    | 上田繁         | 高木潤、羽田浩二 飯島弘也、野崎将也 矢向宏志、土屋圭       |
| 第2期 |                                    |                   |               |                |                                                            |
| #1    | 銀色の百合姫                       | 上江洲誠          | 藤森カズマ    | 上田繁         | 山村俊了                                                   |
| #2    | 携香女（マグダラ）の在処           | 森田繁            | 名村英敏      | 名村英敏       | 筆坂明規、山中正博                                         |
| #3    | 玻璃の罠                           | 森田繁            | 井硲清高      | 奥野耕太       | 山本晃宏（総作画監督） 飯飼一幸、小林調                    |
| #4    | 荊の檻                             | 佐藤裕 上江洲誠   | 祝浩司        | 小林孝志       | 山村俊了、小林利充 日下岳史                                |
| #5    | 魔女の生贄                         | 上江洲誠          | 日高政光      | はしもとなおと | 長坂寛治、赤尾良太郎                                       |
| #6    | 再会                               | 上江洲誠          | 日高政光      | 上田繁         | 筆坂明規、山中正博                                         |
| #7    | マダム・リリィのおっぱい占い       | 上江洲誠          | 名村英敏      | 名村英敏       | 山村俊了                                                   |
| #8    | 美しき挑戦者                       | 秋月ひろ 上江洲誠 | 祝浩司        | 雄谷将仁       | 小林利充                                                   |
| #9    | ドキ☆ドキ創立祭                    | 森田繁            | 井硲清高      | 中智仁         | 長谷川友香、谷川政輝                                       |
| #10   | 聖痕のくぇ☆いさー                  | 待田堂子          | 高橋丈夫      | 奥野耕太       | 飯飼一幸、都竹隆治 小林調、西尾公伯                        |
| #11   | 含鉄泉の夜2 〜吸ったら驚いた〜     | 森田繁            | Бакунин Роман | 大野和寿       | 筆坂明規、山村俊了                                         |
| #12   | 平穏は終わり、運命の歯車は回りだす | 上江洲誠          | 高橋丈夫      | 上田繁         | 山中正博 小林利充                                          |

### 放送局
| 放送地域   | 放送局     | 放送期間                                       | 放送日時                        | 放送系列   | 備考                                 |
| 第1期      | 第1期      | 第1期                                          | 第1期                           | 第1期      | 第1期                                |
| ---------- | ---------- | ---------------------------------------------- | ------------------------------- | ---------- | ------------------------------------ |
| 近畿広域圏 | 毎日放送   | 2010年1月9日 - 6月19日                         | 土曜 27:28 - 27:58              | TBS系列    | アニメシャワー 第4部                 |
| 日本全域   | アニメワン | 2010年1月10日 - 6月20日                        | 日曜 12:00 更新                 | ネット配信 | テレビ放送版（1週間限定無料配信）    |
| 千葉県     | チバテレビ | 2010年1月11日 - 6月21日                        | 月曜 25:30 - 26:00              | 独立UHF局  |                                      |
| 埼玉県     | テレ玉     | 2010年1月11日 - 6月21日                        | 月曜 25:30 - 26:00              | 独立UHF局  |                                      |
| 東京都     | TOKYO MX   | 2010年1月11日 - 6月21日                        | 月曜 26:30 - 27:00              | 独立UHF局  |                                      |
| 神奈川県   | tvk        | 2010年1月12日 - 6月22日                        | 火曜 25:45 - 26:15              | 独立UHF局  | 第14話において局独自の追加修正を実施 |
| 日本全域   | アニメワン | 2010年1月15日 - 6月25日                        | 金曜 24:00 更新                 | ネット配信 | ディレクターズカット版（有料配信）   |
| 日本全域   | AT-X       | 2010年1月26日 - 7月6日                         | 火曜 11:30 - 12:00              | CS放送     | リピート放送あり                     |
| 第2期      |            |                                                |                                 |            |                                      |
| 東京都     | TOKYO MX   | 2011年4月11日 - 6月27日                        | 月曜 26:30 - 27:00              | 独立UHF局  |                                      |
| 日本全域   | アニメワン | 2011年4月12日 - 6月28日                        | 火曜 12:00 更新                 | ネット配信 | テレビ放送版（1週間限定無料配信）    |
| 千葉県     | チバテレビ | 2011年4月13日 - 6月29日                        | 水曜 26:00 - 26:30              | 独立UHF局  |                                      |
| 日本全域   | アニメワン | 2011年4月17日 - 5月22日 2011年5月28日 - 7月2日 | 日曜 24:00 更新 土曜 24:00 更新 | ネット配信 | ディレクターズカット版（有料配信）   |
| 日本全域   | AT-X       | 2011年4月19日 - 7月5日                         | 火曜 11:30 - 12:00              | CS放送     | リピート放送あり                     |

### BD / DVD
| 巻数 | 発売日         | 収録話    | 規格品番 | 規格品番 | 規格品番  | 規格品番  |
| 巻数 | 発売日         | 収録話    | BD初回盤 | BD通常盤 | DVD初回盤 | DVD通常盤 |
| ---- | -------------- | --------- | -------- | -------- | --------- | --------- |
| 1    | 2010年4月21日  | #1 - #3   | N/A      | VTXF-1   | N/A       | VTBF-91   |
| 2    | 2010年5月26日  | #4 - #6   | N/A      | VTXF-2   | N/A       | VTBF-92   |
| 3    | 2010年6月23日  | #7 - #9   | VTZF-8   | VTXF-3   | VTZF-10   | VTBF-93   |
| 4    | 2010年7月21日  | #10 - #12 | N/A      | VTXF-4   | N/A       | VTBF-94   |
| 5    | 2010年8月25日  | #13 - #15 | N/A      | VTXF-5   | N/A       | VTBF-95   |
| 6    | 2010年9月22日  | #14 - #18 | N/A      | VTXF-6   | N/A       | VTBF-96   |
| 7    | 2010年10月20日 | #19 - #21 | N/A      | VTXF-7   | N/A       | VTBF-97   |
| 8    | 2010年11月24日 | #22 - #24 | VTZF-9   | VTXF-8   | VTZF-11   | VTBF-98   |

| 巻数 | 発売日        | 収録話    | 規格品番 | 規格品番 | 規格品番  | 規格品番  |
| 巻数 | 発売日        | 収録話    | BD初回盤 | BD通常盤 | DVD初回盤 | DVD通常盤 |
| ---- | ------------- | --------- | -------- | -------- | --------- | --------- |
| 1    | 2011年4月6日  | #1 - #3   | VTZF-17  | VTXF-21  | VTZF-18   | VTBF-131  |
| 2    | 2011年8月3日  | #4 - #6   | N/A      | VTZF-15  | N/A       | VTZF-16   |
| 3    | 2011年9月7日  | #7 - #9   | N/A      | VTXF-23  | N/A       | VTBF-133  |
| 4    | 2011年10月5日 | #10 - #12 | VTZF-19  | VTXF-24  | VTZF-20   | VTBF-134  |

| 発売日        | 収録話                          | 規格品番    |
| ------------- | ------------------------------- | ----------- |
| 2018年9月26日 | 第1期24話、第2期12話、番外編1話 | VTXF-101～6 |

#### 映像特典
DVD&Blu-ray各巻に2話収録されているピクチャードラマ（レンタル版には未収録）。各話1人のキャラをクローズアップした内容になっている。
| 巻数  | サブタイトル                                        | 担当声優 | 脚本     | 絵コンテ・演出 | 発売日         |
| ----- | --------------------------------------------------- | -------- | -------- | -------------- | -------------- |
| Vol.1 | ドキッ! 聖痕のクェイサー秘話 その1 燈編             | 豊崎愛生 | 上江洲誠 | 金子ひらく     | 2010年4月21日  |
| Vol.1 | カーチャ様と遊ぼう ☆ 第一夜                         | 平野綾   | 上江洲誠 | 金子ひらく     | 2010年4月21日  |
| Vol.2 | ドキッ! 聖痕のクェイサー秘話 その2 華編             | 日笠陽子 | 上江洲誠 | 金子ひらく     | 2010年5月26日  |
| Vol.2 | カーチャ様と遊ぼう ☆ 第二夜                         | 平野綾   | 上江洲誠 | 金子ひらく     | 2010年5月26日  |
| Vol.3 | ドキッ! 聖痕のクェイサー秘話 その3 まふゆ（貧乳）編 | 藤村歩   | 上江洲誠 | 金子ひらく     | 2010年6月23日  |
| Vol.3 | カーチャ様と遊ぼう ☆ 第三夜                         | 平野綾   | 上江洲誠 | 金子ひらく     | 2010年6月23日  |
| Vol.4 | ドキッ! 聖痕のクェイサー秘話 その4 史伽編           | 花澤香菜 | 上江洲誠 | 林直孝         | 2010年7月21日  |
| Vol.4 | カーチャ様と遊ぼう ☆ 第四夜                         | 平野綾   | 上江洲誠 | 林直孝         | 2010年7月21日  |
| Vol.5 | ドキッ! 聖痕のクェイサー秘話 その5 美由梨編         | 川澄綾子 | 上江洲誠 | 金子ひらく     | 2010年8月25日  |
| Vol.5 | カーチャ様と遊ぼう ☆ 第五夜                         | 平野綾   | 上江洲誠 | 金子ひらく     | 2010年8月25日  |
| Vol.6 | ドキッ! 聖痕のクェイサー秘話 その6 華編             | 日笠陽子 | 上江洲誠 | 金子ひらく     | 2010年9月22日  |
| Vol.6 | カーチャ様と遊ぼう ☆ 第六夜                         | 平野綾   | 上江洲誠 | 金子ひらく     | 2010年9月22日  |
| Vol.7 | ドキッ! 聖痕のクェイサー秘話 その7 燈編             | 豊崎愛生 | 上江洲誠 | 金子ひらく     | 2010年10月20日 |
| Vol.7 | カーチャ様と遊ぼう ☆ 第七夜                         | 平野綾   | 上江洲誠 | 金子ひらく     | 2010年10月20日 |
| Vol.8 | ドキッ! 聖痕のクェイサー秘話 その8 まふゆ編         | 藤村歩   | 上江洲誠 | 金子ひらく     | 2010年11月24日 |
| Vol.8 | カーチャ様と遊ぼう ☆ 第八夜                         | 平野綾   | 上江洲誠 | 金子ひらく     | 2010年11月24日 |

| 巻数     | サブタイトル                          | 脚本            | 絵コンテ   | 演出       | 発売日        |
| -------- | ------------------------------------- | --------------- | ---------- | ---------- | ------------- |
| II Vol.1 | カーチャ様と遊ぼうスペシャル ☆ 第一夜 | 森田繁 上江洲誠 | 高橋丈夫   | 金子ひらく | 2011年7月6日  |
| II Vol.2 | カーチャ様と遊ぼうスペシャル ☆ 第二夜 | 上江洲誠        | 金子ひらく | 金子ひらく | 2011年8月3日  |
| II Vol.3 | カーチャ様と遊ぼうスペシャル ☆ 第三夜 | 上江洲誠        | 金子ひらく | 金子ひらく | 2011年9月7日  |
| II Vol.4 | カーチャ様と遊ぼうスペシャル ☆ 第四夜 | 上江洲誠        | 金子ひらく | 金子ひらく | 2011年10月5日 |

### OVA
『聖痕のクェイサー / 女帝の肖像』は、2010年10月20日発売のコミック第10巻限定版同梱DVD収録のOVAである。テレビシリーズの10.5話に当たる完全新作エピソードで、カーチャが主役となる。OVAのため映像の規制はされていない。後に単体のブルーレイソフトが発売された。

#### スタッフ（OVA）
メインスタッフはテレビアニメ版と同様。
- 製作 - 聖痕のクェイサー「女帝の肖像」製作委員会

#### 各話リスト
| 話数  | サブタイトル | 脚本   | 絵コンテ | 演出     | 作画監督                          |
| ----- | ------------ | ------ | -------- | -------- | --------------------------------- |
| #10.5 | 女帝の肖像   | 森田繁 | 稲垣隆行 | 稲垣隆行 | 筆坂明規、高木潤 山村俊了、桜井司 |

### CD
- 恋のクェイサーマジック 〜魅惑のヴィーナスコレクション〜（2010年2月24日、LACA-15014）
- 聖痕のクェイサー オリジナルサウンドトラック（2010年6月9日、LACA-9184〜9185）
- 聖痕のクェイサーラジオ! 〜ミハイロフ学園放送部〜 ラジオCD
  - トモハナ☆ハラShowタイム!（2010年3月24日、LACA-15018）
  - THE END OF ハラShowタイム!!（2010年7月21日、LACA-15043）

## Webラジオ
アニメ第1期に合わせ『聖痕のクェイサーラジオ! 〜ミハイロフ学園放送部〜』が2009年12月から2010年6月まで配信された。パーソナリティは豊崎愛生（山辺燈役）と日笠陽子（桂木華役）。
アニメ第2期に合わせ『聖痕のクェイサーラジオ2 〜翠玲学園放送部〜』が2011年4月から2011年7月まで配信された。パーソナリティは南條愛乃（天乃翼役）と巽悠衣子（皐月あやめ役）。

## モバイルアプリ
聖痕のクェイサーII
- 2011年4月22日 聖痕のクェイサーII フォトクロック 配信
- 2011年5月25日 OPテーマ/EDテーマ 着うた 配信
- 2011年7月6日 聖痕のクェイサーII ソーシャルゲーム 配信
- 2011年8月2日 聖痕のクェイサーII カードコレクションアプリ 配信